# Playoffs NBA 2021
Los Playoffs de la NBA de 2021 fueron el ciclo de cierre o eliminatorias de la temporada 2020-21 de la NBA. Los playoffs dieron comienzo el sábado 22 de mayo y finalizaron con las Finales de la NBA el 20 de julio de 2021.

## Formato
El formato de estos playoffs es el mismo utilizado desde el año anterior, incluyendo un pequeño cambio.
Los 30 equipos en el torneo norteamericano se distribuyen dividiéndose en 2 conferencias de 15 equipos cada una. Cada Conferencia está constituida por 3 Divisiones diferentes y, en cada una de ellas, están incluidos 5 equipos. La Conferencia Oeste incluye la División Pacífico, División Noroeste y la División Suroeste; la Conferencia Este está compuesta por la División Atlántico, División Central y División Sureste.
Una vez terminada la temporada regular, la clasificación para los playoffs se produce de la siguiente manera: Clasifican los 6 mejores equipos de cada conferencia y se ordenan en orden descendente según la cantidad de victorias. Las 2 últimas plazas, las ocupan los equipos ganadores de la eliminatoria Play-In.
Una vez que se establecen los puestos definitivos para los playoffs, se realizan unas eliminatorias denominadas: 1.ª ronda, Semifinales y Final de Conferencia y las franquicias que ganen sus eliminatorias se van clasificando de la siguiente forma:
|  | 1.ª ronda       | 1.ª ronda |  |  | Semifinales de Conferencia | Semifinales de Conferencia |  |  | Final de Conferencia | Final de Conferencia |
|  | 2-2-1-1-1       | 2-2-1-1-1 |  |  | 2-2-1-1-1                  | 2-2-1-1-1                  |  |  | 2-2-1-1-1            | 2-2-1-1-1            |
|  |                 |           |  |  |                            |                            |  |  |                      |                      |
|  |                 |           |  |  |                            |                            |  |  |                      |                      |
|  |                 |           |  |  |                            |                            |  |  |                      |                      |
|  | 1º Clasificado  |           |  |  |                            |                            |  |  |                      |                      |
|  |                 |           |  |  |                            |                            |  |  |                      |                      |
|  | 8º Clasificado  |           |  |  |                            |                            |  |  |                      |                      |
|  |                 |           |  |  |                            |                            |  |  |                      |                      |
|  |                 |           |  |  |                            |                            |  |  |                      |                      |
|  |                 |           |  |  |                            |                            |  |  |                      |                      |
|  | 4º Clasificado  |           |  |  |                            |                            |  |  |                      |                      |
|  |                 |           |  |  |                            |                            |  |  |                      |                      |
|  | 5º Clasificado  |           |  |  |                            |                            |  |  |                      |                      |
|  |                 |           |  |  |                            |                            |  |  |                      |                      |
|  |                 |           |  |  |                            |                            |  |  |                      |                      |
|  |                 |           |  |  |                            |                            |  |  |                      |                      |
|  | 2º Clasificado  |           |  |  |                            |                            |  |  |                      |                      |
|  |                 |           |  |  |                            |                            |  |  |                      |                      |
|  | 7º Clasificado  |           |  |  |                            |                            |  |  |                      |                      |
|  |                 |           |  |  |                            |                            |  |  |                      |                      |
|  |                 |           |  |  |                            |                            |  |  |                      |                      |
|  |                 |           |  |  |                            |                            |  |  |                      |                      |
|  | 3º Clasificado  |           |  |  |                            |                            |  |  |                      |                      |
|  |                 |           |  |  |                            |                            |  |  |                      |                      |
|  | 6.º clasificado |           |  |  |                            |                            |  |  |                      |                      |
|  |                 |           |  |  |                            |                            |  |  |                      |                      |

Las eliminatorias o series se juegan en un formato al mejor de 7 partidos, en el que se tiene que ganar 4 partidos para clasificarse para la siguiente ronda. El equipo que posea la ventaja de campo en cada eliminatoria disputará los partidos 1, 2, 5 y 7 como local, mientras que el resto de partidos se jugará en el pabellón del equipo contrario (Formato: 2-2-1-1-1). Se establece como equipo con ventaja de campo al que haya tenido mejor balance en liga entre los 2 contendientes de una eliminatoria. En el momento en que un equipo gana 4 partidos, se clasifica para la siguiente ronda de eliminatoria, sin jugar obligatoriamente los 7 partidos programados.

## Clasificación[1]
El primer equipo en clasificare para playoffs fue Utah Jazz, el 25 de abril de 2021. Dos días después, lo hizo Brooklyn Nets. Y al día siguiente Phoenix Suns  y Philadelphia 76ers.
El 3 de mayo fue el turno de Los Angeles Clippers y Denver Nuggets, y al día siguiente para los Bucks. El 11 de mayo se clasificó matemáticamente el subcampeón del año pasado, los Miami Heat. Y al día siguiente, los Knicks y los Hawks.
El 14 de mayo fue el turno para los Mavs y el 16 de mayo, último día de competición, fue el turno de Portland Trail Blazers.
Entre el 18 y el 21 de mayo, se produjeron las eliminatoria 'Play-In' que dieron la clasificación a Lakers, Boston, Washington y Memphis.
|  | Los puestos séptimo y octavo de cada conferencia se determinaron mediante la eliminatoria 'Play-In'. |

### Conferencia Este
| Puesto | Equipo             | Récord | Logros                      | Logros             | Logros                         | Logros                 |
| Puesto | Equipo             | Récord | Clasificación para Playoffs | Título de División | Mejor récord de la Conferencia | Mejor récord de la NBA |
| ------ | ------------------ | ------ | --------------------------- | ------------------ | ------------------------------ | ---------------------- |
| 1      | Philadelphia 76ers | 49–23  | 28 de abril                 | 14 de mayo         | 14 de mayo                     | —                      |
| 2      | Brooklyn Nets      | 48–24  | 27 de abril                 | —                  | —                              | —                      |
| 3      | Milwaukee Bucks    | 46–26  | 4 de mayo                   | 30 de mayo         | —                              | —                      |
| 4      | New York Knicks    | 41–31  | 12 de mayo                  | —                  | —                              | —                      |
| 5      | Atlanta Hawks      | 41–31  | 12 de mayo                  | 15 de mayo         | —                              | —                      |
| 6      | Miami Heat         | 40–32  | 11 de mayo                  | —                  | —                              | —                      |
| 7      | Boston Celtics     | 36–36  | 18 de mayo                  | —                  | —                              | —                      |
| 8      | Washington Wizards | 34–38  | 20 de mayo                  | —                  | —                              | —                      |

### Conferencia Oeste
| Puesto | Equipo                 | Récord | Logros                      | Logros             | Logros                         | Logros                 |
| Puesto | Equipo                 | Récord | Clasificación para Playoffs | Título de División | Mejor récord de la Conferencia | Mejor récord de la NBA |
| ------ | ---------------------- | ------ | --------------------------- | ------------------ | ------------------------------ | ---------------------- |
| 1      | Utah Jazz              | 52–20  | 25 de abril                 | 7 de mayo          | 16 de mayo                     | 16 de mayo             |
| 2      | Phoenix Suns           | 51–21  | 28 de abril                 | 14 de mayo         | —                              | —                      |
| 3      | Denver Nuggets         | 47–25  | 3 de mayo                   | —                  | —                              | —                      |
| 4      | Los Angeles Clippers   | 47–25  | 3 de mayo                   | —                  | —                              | —                      |
| 5      | Dallas Mavericks       | 42–30  | 14 de mayo                  | 7 de mayo          | —                              | —                      |
| 6      | Portland Trail Blazers | 42–30  | 16 de mayo                  | —                  | —                              | —                      |
| 7      | Los Angeles Lakers     | 42–30  | 19 de mayo                  | —                  | —                              | —                      |
| 8      | Memphis Grizzlies      | 38–34  | 21 de mayo                  | —                  | —                              | —                      |

## Cuadro de enfrentamientos
|  | Primera ronda     | Primera ronda          | Primera ronda   |   |                 | Semifinales de Conferencia | Semifinales de Conferencia | Semifinales de Conferencia |  |    | Finales de Conferencia | Finales de Conferencia | Finales de Conferencia |  |    | Finales de la NBA | Finales de la NBA | Finales de la NBA |
|  |                   |                        |                 |   |                 |                            |                            |                            |  |    |                        |                        |                        |  |    |                   |                   |                   |
|  | E1                | Philadelphia 76ers     | 4               |   |                 |                            |                            |                            |  |    |                        |                        |                        |  |    |                   |                   |                   |
|  | E8                | Washington Wizards     | 1               |   |                 |                            |                            |                            |  |    |                        |                        |                        |  |    |                   |                   |                   |
|  | E8                | Washington Wizards     | 1               |   | E1              | Philadelphia 76ers         | 3                          |                            |  |    |                        |                        |                        |  |    |                   |                   |                   |
|  |                   |                        |                 |   | E1              | Philadelphia 76ers         | 3                          |                            |  |    |                        |                        |                        |  |    |                   |                   |                   |
|  |                   | E5                     | Atlanta Hawks   | 4 |                 |                            |                            |                            |  |    |                        |                        |                        |  |    |                   |                   |                   |
|  | E4                | E5                     | Atlanta Hawks   | 4 | New York Knicks | 1                          |                            |                            |  |    |                        |                        |                        |  |    |                   |                   |                   |
|  | E4                |                        |                 |   | New York Knicks | 1                          |                            |                            |  |    |                        |                        |                        |  |    |                   |                   |                   |
|  | E5                | Atlanta Hawks          | 4               |   |                 |                            |                            |                            |  |    |                        |                        |                        |  |    |                   |                   |                   |
|  | E5                | Atlanta Hawks          | 4               |   |                 |                            |                            |                            |  | E5 | Atlanta Hawks          | 2                      |                        |  |    |                   |                   |                   |
|  | Conferencia Este  |                        |                 |   |                 |                            |                            |                            |  | E5 | Atlanta Hawks          | 2                      |                        |  |    |                   |                   |                   |
|  |                   | E3                     | Milwaukee Bucks | 4 |                 |                            |                            |                            |  |    |                        |                        |                        |  |    |                   |                   |                   |
|  | E3                | E3                     | Milwaukee Bucks | 4 | Milwaukee Bucks | 4                          |                            |                            |  |    |                        |                        |                        |  |    |                   |                   |                   |
|  | E3                |                        |                 |   | Milwaukee Bucks | 4                          |                            |                            |  |    |                        |                        |                        |  |    |                   |                   |                   |
|  | E6                | Miami Heat             | 0               |   |                 |                            |                            |                            |  |    |                        |                        |                        |  |    |                   |                   |                   |
|  | E6                | Miami Heat             | 0               |   | E3              | Milwaukee Bucks            | 4                          |                            |  |    |                        |                        |                        |  |    |                   |                   |                   |
|  |                   |                        |                 |   | E3              | Milwaukee Bucks            | 4                          |                            |  |    |                        |                        |                        |  |    |                   |                   |                   |
|  |                   | E2                     | Brooklyn Nets   | 3 |                 |                            |                            |                            |  |    |                        |                        |                        |  |    |                   |                   |                   |
|  | E2                | E2                     | Brooklyn Nets   | 3 | Brooklyn Nets   | 4                          |                            |                            |  |    |                        |                        |                        |  |    |                   |                   |                   |
|  | E2                |                        |                 |   | Brooklyn Nets   | 4                          |                            |                            |  |    |                        |                        |                        |  |    |                   |                   |                   |
|  | E7                | Boston Celtics         | 1               |   |                 |                            |                            |                            |  |    |                        |                        |                        |  |    |                   |                   |                   |
|  | E7                | Boston Celtics         | 1               |   |                 |                            |                            |                            |  |    |                        |                        |                        |  | E3 | Milwaukee Bucks   | 4                 |                   |
|  |                   |                        |                 |   |                 |                            |                            |                            |  |    |                        |                        |                        |  | E3 | Milwaukee Bucks   | 4                 |                   |
|  |                   | O2                     | Phoenix Suns    | 2 |                 |                            |                            |                            |  |    |                        |                        |                        |  |    |                   |                   |                   |
|  | O1                | O2                     | Phoenix Suns    | 2 | Utah Jazz       | 4                          |                            |                            |  |    |                        |                        |                        |  |    |                   |                   |                   |
|  | O1                |                        |                 |   | Utah Jazz       | 4                          |                            |                            |  |    |                        |                        |                        |  |    |                   |                   |                   |
|  | O8                | Memphis Grizzlies      | 1               |   |                 |                            |                            |                            |  |    |                        |                        |                        |  |    |                   |                   |                   |
|  | O8                | Memphis Grizzlies      | 1               |   | O1              | Utah Jazz                  | 2                          |                            |  |    |                        |                        |                        |  |    |                   |                   |                   |
|  |                   |                        |                 |   | O1              | Utah Jazz                  | 2                          |                            |  |    |                        |                        |                        |  |    |                   |                   |                   |
|  |                   | O4                     | L.A. Clippers   | 4 |                 |                            |                            |                            |  |    |                        |                        |                        |  |    |                   |                   |                   |
|  | O4                | O4                     | L.A. Clippers   | 4 | L.A. Clippers   | 4                          |                            |                            |  |    |                        |                        |                        |  |    |                   |                   |                   |
|  | O4                |                        |                 |   | L.A. Clippers   | 4                          |                            |                            |  |    |                        |                        |                        |  |    |                   |                   |                   |
|  | O5                | Dallas Mavericks       | 3               |   |                 |                            |                            |                            |  |    |                        |                        |                        |  |    |                   |                   |                   |
|  | O5                | Dallas Mavericks       | 3               |   |                 |                            |                            |                            |  | O4 | L.A. Clippers          | 2                      |                        |  |    |                   |                   |                   |
|  | Conferencia Oeste |                        |                 |   |                 |                            |                            |                            |  | O4 | L.A. Clippers          | 2                      |                        |  |    |                   |                   |                   |
|  |                   | O2                     | Phoenix Suns    | 4 |                 |                            |                            |                            |  |    |                        |                        |                        |  |    |                   |                   |                   |
|  | O3                | O2                     | Phoenix Suns    | 4 | Denver Nuggets  | 4                          |                            |                            |  |    |                        |                        |                        |  |    |                   |                   |                   |
|  | O3                |                        |                 |   | Denver Nuggets  | 4                          |                            |                            |  |    |                        |                        |                        |  |    |                   |                   |                   |
|  | O6                | Portland Trail Blazers | 2               |   |                 |                            |                            |                            |  |    |                        |                        |                        |  |    |                   |                   |                   |
|  | O6                | Portland Trail Blazers | 2               |   | O3              | Denver Nuggets             | 0                          |                            |  |    |                        |                        |                        |  |    |                   |                   |                   |
|  |                   |                        |                 |   | O3              | Denver Nuggets             | 0                          |                            |  |    |                        |                        |                        |  |    |                   |                   |                   |
|  |                   | O2                     | Phoenix Suns    | 4 |                 |                            |                            |                            |  |    |                        |                        |                        |  |    |                   |                   |                   |
|  | O2                | O2                     | Phoenix Suns    | 4 | Phoenix Suns    | 4                          |                            |                            |  |    |                        |                        |                        |  |    |                   |                   |                   |
|  | O2                |                        |                 |   | Phoenix Suns    | 4                          |                            |                            |  |    |                        |                        |                        |  |    |                   |                   |                   |
|  | O7                | L.A. Lakers            | 2               |   |                 |                            |                            |                            |  |    |                        |                        |                        |  |    |                   |                   |                   |

Negrita - Ganador de las series
cursiva - Equipo con ventaja de campo

## Conferencia Este

### Primera ronda

#### (1) Philadelphia 76ers vs. (8) Washington Wizards
| 23 de mayo                        | Washington Wizards                                                | 118–125                               | Philadelphia 76ers                                          | |  |  |
| 1:00 p. m.                        | Parciales: 28–27, 34–34, 31–38, 25–26                             | Parciales: 28–27, 34–34, 31–38, 25–26 | Parciales: 28–27, 34–34, 31–38, 25–26                       | |  |  |
|                                   | Estadísticas Bradley Beal 33 Bradley Beal 10 Russell Westbrook 14 | Reporte Pts Reb Asts                  | Estadísticas Tobias Harris 37 Ben Simmons 15 Ben Simmons 15 | Pabellón: Wells Fargo Center, Philadelphia, Pensilvania Asistencia: 11.160 espectadores Árbitros: Eric Lewis, Pat Fraher, Kevin Cutler |  |  |
| Philadelphia lidera la serie, 1–0 |                                                                   |                                       |                                                             | |  |  |
|                                   |                                                                   |                                       |                                                             | |  |  |

| 26 de mayo                        | Washington Wizards                                                | 95–120                                | Philadelphia 76ers                                                 | |  |  |
| 7:00 p. m.                        | Parciales: 24–35, 33–36, 23–23, 15–26                             | Parciales: 24–35, 33–36, 23–23, 15–26 | Parciales: 24–35, 33–36, 23–23, 15–26                              | |  |  |
|                                   | Estadísticas Bradley Beal 33 Rui Hachimura 7 Russell Westbrook 11 | Reporte Pts Reb Asts                  | Estadísticas Embiid, Simmons 22 c/u Dwight Howard 11 Ben Simmons 8 | Pabellón: Wells Fargo Center, Philadelphia, Pensilvania Asistencia: 11.160 espectadores Árbitros: Marc Davis, Kevin Scott, Jacyn Goble |  |  |
| Philadelphia lidera la serie, 2–0 |                                                                   |                                       |                                                                    | |  |  |
|                                   |                                                                   |                                       |                                                                    | |  |  |

| 29 de mayo                        | Philadelphia 76ers                                         | 132–103                               | Washington Wizards                                                          | |  |  |
| 7:00 p. m.                        | Parciales: 36–28, 36–30, 37–28, 23–17                      | Parciales: 36–28, 36–30, 37–28, 23–17 | Parciales: 36–28, 36–30, 37–28, 23–17                                       | |  |  |
|                                   | Estadísticas Joel Embiid 36 Tobias Harris 13 Ben Simmons 9 | Reporte Pts Reb Asts                  | Estadísticas Russell Westbrook 26 Russell Westbrook 12 Russell Westbrook 10 | Pabellón: Capital One Arena, Washington D. C. Asistencia: 10.665 espectadores Árbitros: James Capers, Ben Taylor, Michael Smith |  |  |
| Philadelphia lidera la serie, 3–0 |                                                            |                                       |                                                                             | |  |  |
|                                   |                                                            |                                       |                                                                             | |  |  |

| 31 de mayo                        | Philadelphia 76ers                                             | 114–122                               | Washington Wizards                                                     | |  |  |
| 7:00 p. m.                        | Parciales: 31–28, 30–32, 19–32, 34–30                          | Parciales: 31–28, 30–32, 19–32, 34–30 | Parciales: 31–28, 30–32, 19–32, 34–30                                  | |  |  |
|                                   | Estadísticas Tobias Harris 21 Tobias Harris 13 Tobias Harris 5 | Reporte Pts Reb Asts                  | Estadísticas Bradley Beal 27 Russell Westbrook 21 Russell Westbrook 14 | Pabellón: Capital One Arena, Washington D. C. Asistencia: 10.665 espectadores Árbitros: Kane Fitzgerald, Courtney Kirkland, Sean Corbin |  |  |
| Philadelphia lidera la serie, 3–1 |                                                                |                                       |                                                                        | |  |  |
|                                   |                                                                |                                       |                                                                        | |  |  |

| 2 de junio                      | Washington Wizards                                                    | 112–129                               | Philadelphia 76ers                                       | |  |  |
| 7:00 p. m.                      | Parciales: 29–29, 34–36, 31–38, 18–26                                 | Parciales: 29–29, 34–36, 31–38, 18–26 | Parciales: 29–29, 34–36, 31–38, 18–26                    | |  |  |
|                                 | Estadísticas Bradley Beal 32 Russell Westbrook 8 Russell Westbrook 10 | Reporte Pts Reb Asts                  | Estadísticas Seth Curry 30 Ben Simmons 10 Ben Simmons 11 | Pabellón: Wells Fargo Center, Philadelphia, Pensilvania Asistencia: 15.523 espectadores Árbitros: Josh Tiven, Ed Malloy, Tre Maddox |  |  |
| Philadelphia gana la serie, 4–1 |                                                                       |                                       |                                                          | |  |  |
|                                 |                                                                       |                                       |                                                          | |  |  |

| 23 de diciembre de 2020 | Washington Wizards | 107–113 | Philadelphia 76ers |                                                         |  |
|                         |                    |         |                    |                                                         |  |
|                         |                    | Reporte |                    | Pabellón: Wells Fargo Center, Philadelphia, Pensilvania |  |

| 6 de enero de 2021 | Washington Wizards | 136–141 | Philadelphia 76ers |                                                         |  |
|                    |                    |         |                    |                                                         |  |
|                    |                    | Reporte |                    | Pabellón: Wells Fargo Center, Philadelphia, Pensilvania |  |

| 12 de marzo de 2021 | Philadelphia 76ers | 127–101 | Washington Wizards |                                               |  |
|                     |                    |         |                    |                                               |  |
|                     |                    | Reporte |                    | Pabellón: Capital One Arena, Washington D. C. |  |

Esta es la sexta vez que estos equipos se enfrentan en playoffs, Philadelphia lidera la serie con tres triunfos.
| 1971 | Baltimore Bullets | 4–3 | Philadelphia 76ers |                                             |
|      |                   |     |                    |                                             |
|      |                   |     |                    | Pabellón: Semifinales Conferencia Este 1971 |

| 1978 | Philadelphia 76ers | 2–4 | Washington Bullets |                                         |
|      |                    |     |                    |                                         |
|      |                    |     |                    | Pabellón: Finales Conferencia Este 1978 |

| 1980 | Philadelphia 76ers | 2–0 | Washington Bullets |                                          |
|      |                    |     |                    |                                          |
|      |                    |     |                    | Pabellón: 1ª ronda Conferencia Este 1980 |

| 1985 | Philadelphia 76ers | 3–1 | Washington Bullets |                                          |
|      |                    |     |                    |                                          |
|      |                    |     |                    | Pabellón: 1ª ronda Conferencia Este 1985 |

| 1986 | Philadelphia 76ers | 3–2 | Washington Bullets |                                          |
|      |                    |     |                    |                                          |
|      |                    |     |                    | Pabellón: 1ª ronda Conferencia Este 1986 |

#### (2) Brooklyn Nets vs. (7) Boston Celtics
| 22 de mayo                    | Boston Celtics                                                      | 93–104                                | Brooklyn Nets                                               | |  |  |
| 8:00 p. m.                    | Parciales: 21–16, 32–31, 20–31, 20–26                               | Parciales: 21–16, 32–31, 20–31, 20–26 | Parciales: 21–16, 32–31, 20–31, 20–26                       | |  |  |
|                               | Estadísticas Jayson Tatum 22 Tristan Thompson 10 Smart, Tatum 5 c/u | Reporte Pts Reb Asts                  | Estadísticas Kevin Durant 32 Kevin Durant 12 James Harden 8 | Pabellón: Barclays Center, Brooklyn, Nueva York Asistencia: 14.391 espectadores Árbitros: Josh Tiven, Courtney Kirkland, Scott Wall |  |  |
| Brooklyn lidera la serie, 1–0 |                                                                     |                                       |                                                             | |  |  |
|                               |                                                                     |                                       |                                                             | |  |  |

| 25 de mayo                    | Boston Celtics                                                  | 108–130                               | Brooklyn Nets                                               | |  |  |
| 7:30 p. m.                    | Parciales: 26–40, 21–31, 35–38, 26–21                           | Parciales: 26–40, 21–31, 35–38, 26–21 | Parciales: 26–40, 21–31, 35–38, 26–21                       | |  |  |
|                               | Estadísticas Marcus Smart 19 Tristan Thompson 11 Kemba Walker 7 | Reporte Pts Reb Asts                  | Estadísticas Kevin Durant 26 Brown, Durant 8 James Harden 7 | Pabellón: Barclays Center, Brooklyn, Nueva York Asistencia: 14.774 espectadores Árbitros: James Capers, Ken Mauer, Sean Corbin |  |  |
| Brooklyn lidera la serie, 2–0 |                                                                 |                                       |                                                             | |  |  |
|                               |                                                                 |                                       |                                                             | |  |  |

| 28 de mayo                    | Brooklyn Nets                                               | 119–125                               | Boston Celtics                                                  | |  |  |
| 8:30 p. m.                    | Parciales: 32–33, 25–28, 27–35, 35–29                       | Parciales: 32–33, 25–28, 27–35, 35–29 | Parciales: 32–33, 25–28, 27–35, 35–29                           | |  |  |
|                               | Estadísticas James Harden 41 Kevin Durant 9 James Harden 10 | Reporte Pts Reb Asts                  | Estadísticas Jayson Tatum 50 Tristan Thompson 13 Jayson Tatum 7 | Pabellón: TD Garden, Boston, Massachusetts Asistencia: 4.789 espectadores Árbitros: Eric Lewis, Curtis Blair, Brent Barnaky |  |  |
| Brooklyn lidera la serie, 2–1 |                                                             |                                       |                                                                 | |  |  |
|                               |                                                             |                                       |                                                                 | |  |  |

| 30 de mayo                    | Brooklyn Nets                                                | 141–126                               | Boston Celtics                                             | |  |  |
| 7:00 p. m.                    | Parciales: 33–34, 40–26, 39–31, 29–35                        | Parciales: 33–34, 40–26, 39–31, 29–35 | Parciales: 33–34, 40–26, 39–31, 29–35                      | |  |  |
|                               | Estadísticas Kevin Durant 42 Kyrie Irving 11 James Harden 18 | Reporte Pts Reb Asts                  | Estadísticas Jayson Tatum 40 Jayson Tatum 7 Marcus Smart 9 | Pabellón: TD Garden, Boston, Massachusetts Asistencia: 17.226 espectadores Árbitros: John Goble, Rodney Mott, Kevin Cutler |  |  |
| Brooklyn lidera la serie, 3–1 |                                                              |                                       |                                                            | |  |  |
|                               |                                                              |                                       |                                                            | |  |  |

| 1 de junio                  | Boston Celtics                                                    | 109–123                               | Brooklyn Nets                                                | |  |  |
| 7:30 p. m.                  | Parciales: 24–31, 27–28, 28–27, 30–37                             | Parciales: 24–31, 27–28, 28–27, 30–37 | Parciales: 24–31, 27–28, 28–27, 30–37                        | |  |  |
|                             | Estadísticas Jayson Tatum 32 Tatum, Thompson 9 c/u Jayson Tatum 5 | Reporte Pts Reb Asts                  | Estadísticas James Harden 34 James Harden 10 James Harden 10 | Pabellón: Barclays Center, Brooklyn, Nueva York Asistencia: 14.993 espectadores Árbitros: Zach Zarba, Ben Taylor, Michael Smith |  |  |
| Brooklyn gana la serie, 4–1 |                                                                   |                                       |                                                              | |  |  |
|                             |                                                                   |                                       |                                                              | |  |  |

| 25 de diciembre de 2020 | Brooklyn Nets | 123–95  | Boston Celtics |                                            |  |
|                         |               |         |                |                                            |  |
|                         |               | Reporte |                | Pabellón: TD Garden, Boston, Massachusetts |  |

| 11 de marzo de 2021 | Boston Celtics | 109–121 | Brooklyn Nets |                                                 |  |
|                     |                |         |               |                                                 |  |
|                     |                | Reporte |               | Pabellón: Barclays Center, Brooklyn, Nueva York |  |

| 23 de abril de 2021 | Boston Celtics | 104–109 | Brooklyn Nets |                                                 |  |
|                     |                |         |               |                                                 |  |
|                     |                | Reporte |               | Pabellón: Barclays Center, Brooklyn, Nueva York |  |

Esta es la tercera vez que estos equipos se enfrentan en playoffs, Nets ganó todos los enfrentamientos previos.
| 2002 | Brooklyn Nets | 4–2 | Boston Celtics |                                         |
|      |               |     |                |                                         |
|      |               |     |                | Pabellón: Finales Conferencia Este 2002 |

| 2003 | Brooklyn Nets | 4–0 | Boston Celtics |                                             |
|      |               |     |                |                                             |
|      |               |     |                | Pabellón: Semifinales Conferencia Este 2003 |

#### (3) Milwaukee Bucks vs. (6) Miami Heat
| 22 de mayo                     | Miami Heat                                                        | 107–109                                            | Milwaukee Bucks                                                            | |  |  |
| 2:00 p. m.                     | Parciales: 24–22, 26–31, 28–27, 21–19 (T.E.: 8–10)                | Parciales: 24–22, 26–31, 28–27, 21–19 (T.E.: 8–10) | Parciales: 24–22, 26–31, 28–27, 21–19 (T.E.: 8–10)                         | |  |  |
|                                | Estadísticas Goran Dragić 25 Adebayo, Ariza 12 c/u Jimmy Butler 8 | Reporte Pts Reb Asts                               | Estadísticas Khris Middleton 27 Giannis Antetokounmpo 18 Khris Middleton 6 | Pabellón: Fiserv Forum, Milwaukee, Wisconsin Asistencia: 9.107 espectadores Árbitros: David Guthrie, Sean Wright, Tyler Ford |  |  |
| Milwaukee lidera la serie, 1–0 |                                                                   |                                                    |                                                                            | |  |  |
|                                |                                                                   |                                                    |                                                                            | |  |  |

| 24 de mayo                     | Miami Heat                                                                    | 98–132                                | Milwaukee Bucks                                                                | |  |  |
| 7:30 p. m.                     | Parciales: 20–46, 31–32, 27–29, 20–25                                         | Parciales: 20–46, 31–32, 27–29, 20–25 | Parciales: 20–46, 31–32, 27–29, 20–25                                          | |  |  |
|                                | Estadísticas Dewayne Dedmon 19 Dewayne Dedmon 9 Adebayo, Butler, Dragić 4 c/u | Reporte Pts Reb Asts                  | Estadísticas Giannis Antetokounmpo 31 Giannis Antetokounmpo 13 Jrue Holiday 15 | Pabellón: Fiserv Forum, Milwaukee, Wisconsin Asistencia: 9.107 espectadores Árbitros: Marc Davis, Josh Tiven, Mark Lindsay |  |  |
| Milwaukee lidera la serie, 2–0 |                                                                               |                                       |                                                                                | |  |  |
|                                |                                                                               |                                       |                                                                                | |  |  |

| 27 de mayo                     | Milwaukee Bucks                                                          | 113–84                                | Miami Heat                                                        | |  |  |
| 6:30 p. m.                     | Parciales: 26–14, 23–22, 37–24, 27–24                                    | Parciales: 26–14, 23–22, 37–24, 27–24 | Parciales: 26–14, 23–22, 37–24, 27–24                             | |  |  |
|                                | Estadísticas Khris Middleton 22 Giannis Antetokounmpo 17 Jrue Holiday 12 | Reporte Pts Reb Asts                  | Estadísticas Jimmy Butler 19 Adebayo, Butler 8 c/u Jimmy Butler 6 | Pabellón: American Airlines Arena, Miami, Florida Asistencia: 17.000 espectadores Árbitros: James Capers, Ken Mauer, Ed Malloy |  |  |
| Milwaukee lidera la serie, 3–0 |                                                                          |                                       |                                                                   | |  |  |
|                                |                                                                          |                                       |                                                                   | |  |  |

| 29 de mayo                   | Milwaukee Bucks                                                               | 120–103                               | Miami Heat                                                 | |  |  |
| 12:30 p. m.                  | Parciales: 22–26, 35–38, 34–21, 29–18                                         | Parciales: 22–26, 35–38, 34–21, 29–18 | Parciales: 22–26, 35–38, 34–21, 29–18                      | |  |  |
|                              | Estadísticas Brook Lopez 25 Giannis Antetokounmpo 12 Giannis Antetokounmpo 15 | Reporte Pts Reb Asts                  | Estadísticas Bam Adebayo 20 Bam Adebayo 14 Jimmy Butler 10 | Pabellón: American Airlines Arena, Miami, Florida Asistencia: 17.000 espectadores Árbitros: Zach Zarba, James Williams, Karl Lane |  |  |
| Milwaukee gana la serie, 4–0 |                                                                               |                                       |                                                            | |  |  |
|                              |                                                                               |                                       |                                                            | |  |  |

| 29 de diciembre de 2020 | Milwaukee Bucks | 144–97  | Miami Heat |                                                   |  |
|                         |                 |         |            |                                                   |  |
|                         |                 | Reporte |            | Pabellón: American Airlines Arena, Miami, Florida |  |

| 30 de diciembre de 2020 | Milwaukee Bucks | 108–119 | Miami Heat |                                                   |  |
|                         |                 |         |            |                                                   |  |
|                         |                 | Reporte |            | Pabellón: American Airlines Arena, Miami, Florida |  |

| 15 de mayo de 2021 | Miami Heat | 108–122 | Milwaukee Bucks |                                              |  |
|                    |            |         |                 |                                              |  |
|                    |            | Reporte |                 | Pabellón: Fiserv Forum, Milwaukee, Wisconsin |  |

Esta es la tercera vez que estos equipos se enfrentan en playoffs, Miami ganó todos los enfrentamientos previos.
| 2013 | Miami Heat | 4–0 | Milwaukee Bucks |                                          |
|      |            |     |                 |                                          |
|      |            |     |                 | Pabellón: 1ª ronda Conferencia Este 2013 |

| 2020 | Milwaukee Bucks | 1–4 | Miami Heat |                                             |
|      |                 |     |            |                                             |
|      |                 |     |            | Pabellón: Semifinales Conferencia Este 2020 |

#### (4) New York Knicks vs. (5) Atlanta Hawks
| 23 de mayo                   | Atlanta Hawks                                            | 107–105                               | New York Knicks                                            | |  |  |
| 7:00 p. m.                   | Parciales: 24–16, 28–34, 19–23, 36–32                    | Parciales: 24–16, 28–34, 19–23, 36–32 | Parciales: 24–16, 28–34, 19–23, 36–32                      | |  |  |
|                              | Estadísticas Trae Young 32 Clint Capela 13 Trae Young 10 | Reporte Pts Reb Asts                  | Estadísticas Alec Burks 27 Julius Randle 12 Derrick Rose 5 | Pabellón: Madison Square Garden, Nueva York Asistencia: 15.047 espectadores Árbitros: Tony Brothers, Ed Malloy, Derrick Collins |  |  |
| Atlanta lidera la serie, 1–0 |                                                          |                                       |                                                            | |  |  |
|                              |                                                          |                                       |                                                            | |  |  |

| 26 de mayo          | Atlanta Hawks                                           | 92–101                                | New York Knicks                                                  | |  |  |
| 7:30 p. m.          | Parciales: 27–20, 30–24, 18–32, 17–25                   | Parciales: 27–20, 30–24, 18–32, 17–25 | Parciales: 27–20, 30–24, 18–32, 17–25                            | |  |  |
|                     | Estadísticas Trae Young 30 Clint Capela 12 Trae Young 7 | Reporte Pts Reb Asts                  | Estadísticas Derrick Rose 26 Julius Randle 12 Randle, Rose 4 c/u | Pabellón: Madison Square Garden, Nueva York Asistencia: 16.254 espectadores Árbitros: David Guthrie, Rodney Mott, Tom Washington |  |  |
| Serie empatada, 1–1 |                                                         |                                       |                                                                  | |  |  |
|                     |                                                         |                                       |                                                                  | |  |  |

| 28 de mayo                   | New York Knicks                                              | 94–105                                | Atlanta Hawks                                            | |  |  |
| 7:00 p. m.                   | Parciales: 31–29, 13–29, 28–28, 22–19                        | Parciales: 31–29, 13–29, 28–28, 22–19 | Parciales: 31–29, 13–29, 28–28, 22–19                    | |  |  |
|                              | Estadísticas Derrick Rose 30 Julius Randle 11 Derrick Rose 5 | Reporte Pts Reb Asts                  | Estadísticas Trae Young 21 Clint Capela 12 Trae Young 14 | Pabellón: State Farm Arena, Atlanta, Georgia Asistencia: 15.743 espectadores Árbitros: John Goble, Pat Fraher, Tyler Ford |  |  |
| Atlanta lidera la serie, 2–1 |                                                              |                                       |                                                          | |  |  |
|                              |                                                              |                                       |                                                          | |  |  |

| 30 de mayo                   | New York Knicks                                                | 96–113                                | Atlanta Hawks                                           | |  |  |
| 1:00 p. m.                   | Parciales: 26–25, 23–28, 22–35, 25–25                          | Parciales: 26–25, 23–28, 22–35, 25–25 | Parciales: 26–25, 23–28, 22–35, 25–25                   | |  |  |
|                              | Estadísticas Julius Randle 23 Julius Randle 10 Julius Randle 7 | Reporte Pts Reb Asts                  | Estadísticas Trae Young 27 Clint Capela 15 Trae Young 9 | Pabellón: State Farm Arena, Atlanta, Georgia Asistencia: 16.458 espectadores Árbitros: Scott Foster, Bill Kennedy, Mark Lindsay |  |  |
| Atlanta lidera la serie, 3–1 |                                                                |                                       |                                                         | |  |  |
|                              |                                                                |                                       |                                                         | |  |  |

| 2 de junio                 | Atlanta Hawks                                           | 103–89                                | New York Knicks                                                    | |  |  |
| 7:30 p. m.                 | Parciales: 21–21, 31–26, 22–15, 29–27                   | Parciales: 21–21, 31–26, 22–15, 29–27 | Parciales: 21–21, 31–26, 22–15, 29–27                              | |  |  |
|                            | Estadísticas Trae Young 36 Clint Capela 15 Trae Young 9 | Reporte Pts Reb Asts                  | Estadísticas Julius Randle 23 Julius Randle 13 Barrett, Rose 5 c/u | Pabellón: Madison Square Garden, Nueva York Asistencia: 16.512 espectadores Árbitros: Kane Fitzgerald, Courtney Kirkland, Brian Forte |  |  |
| Atlanta gana la serie, 4–1 |                                                         |                                       |                                                                    | |  |  |
|                            |                                                         |                                       |                                                                    | |  |  |

| 4 de enero de 2021 | New York Knicks | 113–108 | Atlanta Hawks |                                              |  |
|                    |                 |         |               |                                              |  |
|                    |                 | Reporte |               | Pabellón: State Farm Arena, Atlanta, Georgia |  |

| 15 de febrero de 2021 | Atlanta Hawks | 112–123 | New York Knicks |                                             |  |
|                       |               |         |                 |                                             |  |
|                       |               | Reporte |                 | Pabellón: Madison Square Garden, Nueva York |  |

| 21 de abril de 2021 | Atlanta Hawks | 127–137 | New York Knicks (OT) |                                             |  |
|                     |               |         |                      |                                             |  |
|                     |               | Reporte |                      | Pabellón: Madison Square Garden, Nueva York |  |

Esta es la tercera vez que estos equipos se enfrentan en playoffs, Knicks ganó todos los enfrentamientos previos.
| 1971 | New York Knicks | 4–1 | Atlanta Hawks |                                             |
|      |                 |     |               |                                             |
|      |                 |     |               | Pabellón: Semifinales Conferencia Este 1971 |

| 1999 | Atlanta Hawks | 0–4 | New York Knicks |                                             |
|      |               |     |                 |                                             |
|      |               |     |                 | Pabellón: Semifinales Conferencia Este 1999 |

### Semifinales de Conferencia

#### (1) Philadelphia 76ers vs. (5) Atlanta Hawks
| 6 de junio                   | Atlanta Hawks                                            | 128–124                               | Philadelphia 76ers                                          | |  |  |
| 1:00 p. m.                   | Parciales: 42–27, 32–27, 25–29, 29–41                    | Parciales: 42–27, 32–27, 25–29, 29–41 | Parciales: 42–27, 32–27, 25–29, 29–41                       | |  |  |
|                              | Estadísticas Trae Young 35 Clint Capela 10 Trae Young 10 | Reporte Pts Reb Asts                  | Estadísticas Joel Embiid 39 Tobias Harris 10 Ben Simmons 10 | Pabellón: Wells Fargo Center, Philadelphia, Pensilvania Asistencia: 18.624 espectadores Árbitros: James Capers, Ben Taylor, Tom Washington |  |  |
| Atlanta lidera la serie, 1–0 |                                                          |                                       |                                                             | |  |  |
|                              |                                                          |                                       |                                                             | |  |  |

| 8 de junio          | Atlanta Hawks                                                      | 102–118                               | Philadelphia 76ers                                       | |  |  |
| 7:30 p. m.          | Parciales: 20–33, 35–24, 29–34, 18–27                              | Parciales: 20–33, 35–24, 29–34, 18–27 | Parciales: 20–33, 35–24, 29–34, 18–27                    | |  |  |
|                     | Estadísticas Gallinari, Young 21 c/u John Collins 10 Trae Young 11 | Reporte Pts Reb Asts                  | Estadísticas Joel Embiid 40 Joel Embiid 13 Danny Green 8 | Pabellón: Wells Fargo Center, Philadelphia, Pensilvania Asistencia: 18.624 espectadores Árbitros: Scott Foster, Tony Brothers, Ken Mauer |  |  |
| Serie empatada, 1–1 |                                                                    |                                       |                                                          | |  |  |
|                     |                                                                    |                                       |                                                          | |  |  |

| 11 de junio                       | Philadelphia 76ers                                      | 127–111                               | Atlanta Hawks                                           | |  |  |
| 7:30 p. m.                        | Parciales: 28–20, 33–36, 34–19, 32–36                   | Parciales: 28–20, 33–36, 34–19, 32–36 | Parciales: 28–20, 33–36, 34–19, 32–36                   | |  |  |
|                                   | Estadísticas Joel Embiid 27 Joel Embiid 9 Joel Embiid 8 | Reporte Pts Reb Asts                  | Estadísticas Trae Young 28 Clint Capela 16 Trae Young 8 | Pabellón: State Farm Arena, Atlanta, Georgia Asistencia: 16.432 espectadores Árbitros: Zach Zarba, Kevin Scott, Courtney Kirkland |  |  |
| Philadelphia lidera la serie, 2–1 |                                                         |                                       |                                                         | |  |  |
|                                   |                                                         |                                       |                                                         | |  |  |

| 14 de junio         | Philadelphia 76ers                                         | 100–103                               | Atlanta Hawks                                            | |  |  |
| 7:30 p. m.          | Parciales: 28–20, 34–29, 20–31, 18–23                      | Parciales: 28–20, 34–29, 20–31, 18–23 | Parciales: 28–20, 34–29, 20–31, 18–23                    | |  |  |
|                     | Estadísticas Tobias Harris 20 Joel Embiid 21 Ben Simmons 9 | Reporte Pts Reb Asts                  | Estadísticas Trae Young 25 Clint Capela 13 Trae Young 18 | Pabellón: State Farm Arena, Atlanta, Georgia Asistencia: 16.502 espectadores Árbitros: John Goble, Josh Tiven, Curtis Blair |  |  |
| Serie empatada, 2–2 |                                                            |                                       |                                                          | |  |  |
|                     |                                                            |                                       |                                                          | |  |  |

| 16 de junio                  | Atlanta Hawks                                           | 109–106                               | Philadelphia 76ers                                       | |  |  |
| 7:30 p. m.                   | Parciales: 24–38, 16–24, 29–25, 40–19                   | Parciales: 24–38, 16–24, 29–25, 40–19 | Parciales: 24–38, 16–24, 29–25, 40–19                    | |  |  |
|                              | Estadísticas Trae Young 39 John Collins 11 Trae Young 7 | Reporte Pts Reb Asts                  | Estadísticas Joel Embiid 37 Joel Embiid 13 Ben Simmons 9 | Pabellón: Wells Fargo Center, Philadelphia, Pensilvania Asistencia: 18.624 espectadores Árbitros: David Guthrie, Eric Lewis, Bill Kennedy |  |  |
| Atlanta lidera la serie, 3–2 |                                                         |                                       |                                                          | |  |  |
|                              |                                                         |                                       |                                                          | |  |  |

| 18 de junio         | Philadelphia 76ers                                             | 104–99                                | Atlanta Hawks                                                   | |  |  |
| 7:30 p. m.          | Parciales: 22–29, 25–22, 33–25, 24–23                          | Parciales: 22–29, 25–22, 33–25, 24–23 | Parciales: 22–29, 25–22, 33–25, 24–23                           | |  |  |
|                     | Estadísticas Curry, Harris 24 c/u Joel Embiid 13 Ben Simmons 5 | Reporte Pts Reb Asts                  | Estadísticas Trae Young 34 Capela, Huerter 11 c/u Trae Young 12 | Pabellón: State Farm Arena, Atlanta, Georgia Asistencia: 16.610 espectadores Árbitros: Scott Foster, Pat Fraher, James Williams |  |  |
| Serie empatada, 3–3 |                                                                |                                       |                                                                 | |  |  |
|                     |                                                                |                                       |                                                                 | |  |  |

| 20 de junio                | Atlanta Hawks                                               | 103–96                                | Philadelphia 76ers                                          | |  |  |
| 8:00 p. m.                 | Parciales: 25–28, 23–18, 28–25, 27–25                       | Parciales: 25–28, 23–18, 28–25, 27–25 | Parciales: 25–28, 23–18, 28–25, 27–25                       | |  |  |
|                            | Estadísticas Kevin Huerter 27 John Collins 16 Trae Young 10 | Reporte Pts Reb Asts                  | Estadísticas Joel Embiid 31 Tobias Harris 14 Ben Simmons 13 | Pabellón: Wells Fargo Center, Philadelphia, Pensilvania Asistencia: 18.624 espectadores Árbitros: James Capers, Kane Fitzgerald, Sean Wright |  |  |
| Atlanta gana la serie, 4–3 |                                                             |                                       |                                                             | |  |  |
|                            |                                                             |                                       |                                                             | |  |  |

| 11 de enero de 2021 | Philadelphia 76ers | 94–112  | Atlanta Hawks |                                              |  |
|                     |                    |         |               |                                              |  |
|                     |                    | Reporte |               | Pabellón: State Farm Arena, Atlanta, Georgia |  |

| 28 de abril de 2021 | Atlanta Hawks | 83–127  | Philadelphia 76ers |                                                         |  |
|                     |               |         |                    |                                                         |  |
|                     |               | Reporte |                    | Pabellón: Wells Fargo Center, Philadelphia, Pensilvania |  |

| 30 de abril de 2021 | Atlanta Hawks | 104–126 | Philadelphia 76ers |                                                         |  |
|                     |               |         |                    |                                                         |  |
|                     |               | Reporte |                    | Pabellón: Wells Fargo Center, Philadelphia, Pensilvania |  |

| 1980 | Atlanta Hawks | 1–4 | Philadelphia 76ers |                                             |
|      |               |     |                    |                                             |
|      |               |     |                    | Pabellón: Semifinales Conferencia Este 1980 |

| 1982 | Philadelphia 76ers | 2–0 | Atlanta Hawks |                                          |
|      |                    |     |               |                                          |
|      |                    |     |               | Pabellón: 1ª ronda Conferencia Este 1982 |

#### (2) Brooklyn Nets vs. (3) Milwaukee Bucks
| 5 de junio                    | Milwaukee Bucks                                                         | 107–115                               | Brooklyn Nets                                                | |  |  |
| 7:30 p. m.                    | Parciales: 32–30, 29–33, 23–35, 23–17                                   | Parciales: 32–30, 29–33, 23–35, 23–17 | Parciales: 32–30, 29–33, 23–35, 23–17                        | |  |  |
|                               | Estadísticas Giannis Antetokounmpo 34 Khris Middleton 13 Jrue Holiday 6 | Reporte Pts Reb Asts                  | Estadísticas Kevin Durant 29 Blake Griffin 14 Kyrie Irving 8 | Pabellón: Barclays Center, Brooklyn, Nueva York Asistencia: 15.570 espectadores Árbitros: David Guthrie, Bill Kennedy, Mark Lindsay |  |  |
| Brooklyn lidera la serie, 1–0 |                                                                         |                                       |                                                              | |  |  |
|                               |                                                                         |                                       |                                                              | |  |  |

| 7 de junio                    | Milwaukee Bucks                                                                        | 86–125                                | Brooklyn Nets                                                     | |  |  |
| 7:30 p. m.                    | Parciales: 19–36, 22–29, 24–30, 21–30                                                  | Parciales: 19–36, 22–29, 24–30, 21–30 | Parciales: 19–36, 22–29, 24–30, 21–30                             | |  |  |
|                               | Estadísticas Giannis Antetokounmpo 18 Giannis Antetokounmpo 11 Giannis Antetokounmpo 4 | Reporte Pts Reb Asts                  | Estadísticas Kevin Durant 32 Blake Griffin 8 Durant, Irving 6 c/u | Pabellón: Barclays Center, Brooklyn, Nueva York Asistencia: 15.776 espectadores Árbitros: Kane Fitzgerald, Pat Fraher, James Williams |  |  |
| Brooklyn lidera la serie, 2–0 |                                                                                        |                                       |                                                                   | |  |  |
|                               |                                                                                        |                                       |                                                                   | |  |  |

| 10 de junio                   | Brooklyn Nets                                                    | 83–86                                 | Milwaukee Bucks                                                   | |  |  |
| 7:30 p. m.                    | Parciales: 11–30, 31–15, 23–22, 18–19                            | Parciales: 11–30, 31–15, 23–22, 18–19 | Parciales: 11–30, 31–15, 23–22, 18–19                             | |  |  |
|                               | Estadísticas Kevin Durant 30 Brown, Durant 11 c/u Kevin Durant 5 | Reporte Pts Reb Asts                  | Estadísticas Khris Middleton 35 Khris Middleton 15 Jrue Holiday 5 | Pabellón: Fiserv Forum, Milwaukee, Wisconsin Asistencia: 16.310 espectadores Árbitros: Marc Davis, Eric Lewis, Tyler Ford |  |  |
| Brooklyn lidera la serie, 2–1 |                                                                  |                                       |                                                                   | |  |  |
|                               |                                                                  |                                       |                                                                   | |  |  |

| 13 de junio         | Brooklyn Nets                                               | 96–107                                | Milwaukee Bucks                                                               | |  |  |
| 3:00 p. m.          | Parciales: 26–23, 22–30, 21–28, 27–26                       | Parciales: 26–23, 22–30, 21–28, 27–26 | Parciales: 26–23, 22–30, 21–28, 27–26                                         | |  |  |
|                     | Estadísticas Kevin Durant 28 Kevin Durant 13 Kevin Durant 5 | Reporte Pts Reb Asts                  | Estadísticas Giannis Antetokounmpo 34 Giannis Antetokounmpo 12 Jrue Holiday 9 | Pabellón: Fiserv Forum, Milwaukee, Wisconsin Asistencia: 16.310 espectadores Árbitros: Scott Foster, Tony Brothers, Ed Malloy |  |  |
| Serie empatada, 2–2 |                                                             |                                       |                                                                               | |  |  |
|                     |                                                             |                                       |                                                                               | |  |  |

| 15 de junio                   | Milwaukee Bucks                                                               | 108–114                               | Brooklyn Nets                                                | |  |  |
| 8:30 p. m.                    | Parciales: 29–15, 30–28, 28–38, 21–33                                         | Parciales: 29–15, 30–28, 28–38, 21–33 | Parciales: 29–15, 30–28, 28–38, 21–33                        | |  |  |
|                               | Estadísticas Giannis Antetokounmpo 34 Giannis Antetokounmpo 12 Jrue Holiday 8 | Reporte Pts Reb Asts                  | Estadísticas Kevin Durant 49 Kevin Durant 17 Kevin Durant 10 | Pabellón: Barclays Center, Brooklyn, Nueva York Asistencia: 16.067 espectadores Árbitros: James Capers, Ken Mauer, Ben Taylor |  |  |
| Brooklyn lidera la serie, 3–2 |                                                                               |                                       |                                                              | |  |  |
|                               |                                                                               |                                       |                                                              | |  |  |

| 17 de junio         | Brooklyn Nets                                               | 89–104                                | Milwaukee Bucks                                                                   | |  |  |
| 7:30 p. m.          | Parciales: 19–26, 29–33, 19–19, 22–26                       | Parciales: 19–26, 29–33, 19–19, 22–26 | Parciales: 19–26, 29–33, 19–19, 22–26                                             | |  |  |
|                     | Estadísticas Kevin Durant 32 Kevin Durant 11 James Harden 7 | Reporte Pts Reb Asts                  | Estadísticas Khris Middleton 38 Giannis Antetokounmpo 17 Holiday, Middleton 5 c/u | Pabellón: Fiserv Forum, Milwaukee, Wisconsin Asistencia: 16.310 espectadores Árbitros: Zach Zarba, Kane Fitzgerald, Courtney Kirkland |  |  |
| Serie empatada, 3–3 |                                                             |                                       |                                                                                   | |  |  |
|                     |                                                             |                                       |                                                                                   | |  |  |

| 19 de junio                  | Milwaukee Bucks                                                               | 115–111                                           | Brooklyn Nets                                                | |  |  |
| 8:30 p. m.                   | Parciales: 25–28, 22–25, 35–28, 27–28 (T.E.: 6–2)                             | Parciales: 25–28, 22–25, 35–28, 27–28 (T.E.: 6–2) | Parciales: 25–28, 22–25, 35–28, 27–28 (T.E.: 6–2)            | |  |  |
|                              | Estadísticas Giannis Antetokounmpo 40 Giannis Antetokounmpo 13 Jrue Holiday 8 | Reporte Pts Reb Asts                              | Estadísticas Kevin Durant 48 Blake Griffin 11 James Harden 9 | Pabellón: Barclays Center, Brooklyn, Nueva York Asistencia: 16.287 espectadores Árbitros: Marc Davis, John Goble, Josh Tiven |  |  |
| Milwaukee gana la serie, 4–3 |                                                                               |                                                   |                                                              | |  |  |
|                              |                                                                               |                                                   |                                                              | |  |  |

| 18 de enero de 2021 | Milwaukee Bucks | 123–125 | Brooklyn Nets |                                                 |  |
|                     |                 |         |               |                                                 |  |
|                     |                 | Reporte |               | Pabellón: Barclays Center, Brooklyn, Nueva York |  |

| 2 de mayo de 2021 | Brooklyn Nets | 114–117 | Milwaukee Bucks |                                              |  |
|                   |               |         |                 |                                              |  |
|                   |               | Reporte |                 | Pabellón: Fiserv Forum, Milwaukee, Wisconsin |  |

| 4 de mayo de 2021 | Brooklyn Nets | 118–124 | Milwaukee Bucks |                                              |  |
|                   |               |         |                 |                                              |  |
|                   |               | Reporte |                 | Pabellón: Fiserv Forum, Milwaukee, Wisconsin |  |

Es la cuarta vez que estos equipos se enfrentan en playoffs, aunque es la primera desde que los Nets se encuentran en Brooklyn desde 2012. Milwaukee ya había ganado dos de los tres encuentros previos.
| 1984 | Milwaukee Bucks | 4–2 | New Jersey Nets |                                             |
|      |                 |     |                 |                                             |
|      |                 |     |                 | Pabellón: Semifinales Conferencia Este 1984 |

| 1986 | Milwaukee Bucks | 3–0 | New Jersey Nets |                                          |
|      |                 |     |                 |                                          |
|      |                 |     |                 | Pabellón: 1ª ronda Conferencia Este 1986 |

| 2003 | New Jersey Nets | 4–2 | Milwaukee Bucks |                                          |
|      |                 |     |                 |                                          |
|      |                 |     |                 | Pabellón: 1ª ronda Conferencia Este 2003 |

### Finales de Conferencia

#### (3) Milwaukee Bucks vs. (5) Atlanta Hawks
| 23 de junio                  | Atlanta Hawks                                            | 116–113                               | Milwaukee Bucks                                                                | |  |  |
| 8:30 p. m.                   | Parciales: 25–28, 29–31, 34–26, 28–28                    | Parciales: 25–28, 29–31, 34–26, 28–28 | Parciales: 25–28, 29–31, 34–26, 28–28                                          | |  |  |
|                              | Estadísticas Trae Young 48 Clint Capela 19 Trae Young 11 | Reporte Pts Reb Asts                  | Estadísticas Giannis Antetokounmpo 34 Giannis Antetokounmpo 12 Jrue Holiday 10 | Pabellón: Fiserv Forum, Milwaukee, Wisconsin Asistencia: 16.310 espectadores Árbitros: Zach Zarba, Eric Lewis, Tyler Ford |  |  |
| Atlanta lidera la serie, 1–0 |                                                          |                                       |                                                                                | |  |  |
|                              |                                                          |                                       |                                                                                | |  |  |

| 25 de junio         | Atlanta Hawks                                                        | 91–125                                | Milwaukee Bucks                                                                 | |  |  |
| 8:30 p. m.          | Parciales: 28–34, 17–43, 18–26, 28–22                                | Parciales: 28–34, 17–43, 18–26, 28–22 | Parciales: 28–34, 17–43, 18–26, 28–22                                           | |  |  |
|                     | Estadísticas Trae Young 15 Capela, Collins 8 c/u Bogdan Bogdanović 4 | Reporte Pts Reb Asts                  | Estadísticas Giannis Antetokounmpo 25 Giannis Antetokounmpo 9 Khris Middleton 8 | Pabellón: Fiserv Forum, Milwaukee, Wisconsin Asistencia: 16.422 espectadores Árbitros: Scott Foster, Pat Fraher, Courtney Kirkland |  |  |
| Serie empatada, 1–1 |                                                                      |                                       |                                                                                 | |  |  |
|                     |                                                                      |                                       |                                                                                 | |  |  |

| 27 de junio                    | Milwaukee Bucks                                                                 | 113–102                               | Atlanta Hawks                                              | |  |  |
| 8:30 p. m.                     | Parciales: 27–32, 29–24, 27–29, 30–17                                           | Parciales: 27–32, 29–24, 27–29, 30–17 | Parciales: 27–32, 29–24, 27–29, 30–17                      | |  |  |
|                                | Estadísticas Khris Middleton 38 Antetokounmpo, Middleton 11 c/u Jrue Holiday 12 | Reporte Pts Reb Asts                  | Estadísticas Trae Young 35 Clint Capela 11 Kevin Huerter 7 | Pabellón: State Farm Arena, Atlanta, Georgia Asistencia: 16.650 espectadores Árbitros: Marc Davis, Sean Wright, Kevin Scott |  |  |
| Milwaukee lidera la serie, 2–1 |                                                                                 |                                       |                                                            | |  |  |
|                                |                                                                                 |                                       |                                                            | |  |  |

| 29 de junio         | Milwaukee Bucks                                                            | 88–110                                | Atlanta Hawks                                                     | |  |  |
| 8:30 p. m.          | Parciales: 22–25, 16–26, 24–36, 26–23                                      | Parciales: 22–25, 16–26, 24–36, 26–23 | Parciales: 22–25, 16–26, 24–36, 26–23                             | |  |  |
|                     | Estadísticas Jrue Holiday 19 Antetokounmpo, Middleton 8 c/u Jrue Holiday 9 | Reporte Pts Reb Asts                  | Estadísticas Lou Williams 21 Capela, Collins 7 c/u Lou Williams 8 | Pabellón: State Farm Arena, Atlanta, Georgia Asistencia: 16.478 espectadores Árbitros: James Capers, Josh Tiven, Tom Washington |  |  |
| Serie empatada, 2–2 |                                                                            |                                       |                                                                   | |  |  |
|                     |                                                                            |                                       |                                                                   | |  |  |

| 1 de julio                     | Atlanta Hawks                                                           | 112–123                               | Milwaukee Bucks                                                | |  |  |
| 8:30 p. m.                     | Parciales: 22–36, 34–29, 22–26, 34–32                                   | Parciales: 22–36, 34–29, 22–26, 34–32 | Parciales: 22–36, 34–29, 22–26, 34–32                          | |  |  |
|                                | Estadísticas Bogdan Bogdanović 28 Capela, Collins 8 c/u Kevin Huerter 7 | Reporte Pts Reb Asts                  | Estadísticas Brook Lopez 33 Khris Middleton 13 Jrue Holiday 13 | Pabellón: Fiserv Forum, Milwaukee, Wisconsin Asistencia: 16.389 espectadores Árbitros: David Guthrie,Tony Brothers, James Williams |  |  |
| Milwaukee lidera la serie, 3–2 |                                                                         |                                       |                                                                | |  |  |
|                                |                                                                         |                                       |                                                                | |  |  |

| 3 de julio                   | Milwaukee Bucks                                                      | 118–107                               | Atlanta Hawks                                            | |  |  |
| 8:30 p. m.                   | Parciales: 28–24, 19–19, 44–29, 27–35                                | Parciales: 28–24, 19–19, 44–29, 27–35 | Parciales: 28–24, 19–19, 44–29, 27–35                    | |  |  |
|                              | Estadísticas Khris Middleton 32 Holiday, Portis 9 c/u Jrue Holiday 9 | Reporte Pts Reb Asts                  | Estadísticas Cam Reddish 21 John Collins 11 Trae Young 9 | Pabellón: State Farm Arena, Atlanta, Georgia Asistencia: 16.620 espectadores Árbitros: Zach Zarba, Eric Lewis, Sean Wright |  |  |
| Milwaukee gana la serie, 4–2 |                                                                      |                                       |                                                          | |  |  |
|                              |                                                                      |                                       |                                                          | |  |  |

| 24 de enero de 2021 | Atlanta Hawks | 115–129 | Milwaukee Bucks |                                              |  |
|                     |               |         |                 |                                              |  |
|                     |               | Reporte |                 | Pabellón: Fiserv Forum, Milwaukee, Wisconsin |  |

| 15 de abril de 2021 | Milwaukee Bucks | 120–109 | Atlanta Hawks |                                              |  |
|                     |                 |         |               |                                              |  |
|                     |                 | Reporte |               | Pabellón: State Farm Arena, Atlanta, Georgia |  |

| 25 de abril de 2021 | Milwaukee Bucks | 104–111 | Atlanta Hawks |                                              |  |
|                     |                 |         |               |                                              |  |
|                     |                 | Reporte |               | Pabellón: State Farm Arena, Atlanta, Georgia |  |

Esta es la quinta vez que estos equipos se enfrentan en playoffs, ambos han conseguido dos triunfos.
| 1984 | Milwaukee Bucks | 3–2 | Atlanta Hawks |                                          |
|      |                 |     |               |                                          |
|      |                 |     |               | Pabellón: 1ª ronda Conferencia Este 1984 |

| 1988 | Atlanta Hawks | 3–2 | Milwaukee Bucks |                                          |
|      |               |     |                 |                                          |
|      |               |     |                 | Pabellón: 1ª ronda Conferencia Este 1988 |

| 1989 | Atlanta Hawks | 2–3 | Milwaukee Bucks |                                          |
|      |               |     |                 |                                          |
|      |               |     |                 | Pabellón: 1ª ronda Conferencia Este 1989 |

| 2010 | Atlanta Hawks | 4–3 | Milwaukee Bucks |                                          |
|      |               |     |                 |                                          |
|      |               |     |                 | Pabellón: 1ª ronda Conferencia Este 2010 |

## Conferencia Oeste

### Primera ronda

#### (1) Utah Jazz vs. (8) Memphis Grizzlies
| 23 de mayo                   | Memphis Grizzlies                                              | 112–109                               | Utah Jazz                                                           | |  |  |
| 9:30 p. m.                   | Parciales: 17–24, 32–19, 34–31, 29–35                          | Parciales: 17–24, 32–19, 34–31, 29–35 | Parciales: 17–24, 32–19, 34–31, 29–35                               | |  |  |
|                              | Estadísticas Dillon Brooks 31 Jonas Valančiūnas 13 Ja Morant 4 | Reporte Pts Reb Asts                  | Estadísticas Bojan Bogdanović 29 Rudy Gobert 15 Mike Conley, Jr. 11 | Pabellón: Vivint Arena, Salt Lake City, Utah Asistencia: 13.750 espectadores Árbitros: James Capers, Ken Mauer, Dedric Taylor |  |  |
| Memphis lidera la serie, 1–0 |                                                                |                                       |                                                                     | |  |  |
|                              |                                                                |                                       |                                                                     | |  |  |

| 26 de mayo          | Memphis Grizzlies                                                 | 129–141                               | Utah Jazz                                                           | |  |  |
| 10:00 p. m.         | Parciales: 27–36, 27–38, 43–29, 32–38                             | Parciales: 27–36, 27–38, 43–29, 32–38 | Parciales: 27–36, 27–38, 43–29, 32–38                               | |  |  |
|                     | Estadísticas Ja Morant 47 Anderson, Valančiūnas 6 c/u Ja Morant 7 | Reporte Pts Reb Asts                  | Estadísticas Donovan Mitchell 25 Rudy Gobert 13 Mike Conley, Jr. 15 | Pabellón: Vivint Arena, Salt Lake City, Utah Asistencia: 14.200 espectadores Árbitros: Kane Fitzgerald, James Williams, JB DeRosa |  |  |
| Serie empatada, 1–1 |                                                                   |                                       |                                                                     | |  |  |
|                     |                                                                   |                                       |                                                                     | |  |  |

| 29 de mayo                | Utah Jazz                                                          | 121–111                               | Memphis Grizzlies                                                  | |  |  |
| 9:30 p. m.                | Parciales: 34–22, 28–29, 34–34, 25–26                              | Parciales: 34–22, 28–29, 34–34, 25–26 | Parciales: 34–22, 28–29, 34–34, 25–26                              | |  |  |
|                           | Estadísticas Donovan Mitchell 29 Rudy Gobert 14 Mike Conley, Jr. 8 | Reporte Pts Reb Asts                  | Estadísticas Ja Morant 28 Anderson, Valančiūnas 13 c/u Ja Morant 7 | Pabellón: FedExForum, Memphis, Tennessee Asistencia: 12.185 espectadores Árbitros: Josh Tiven, Sean Wright, Derrick Collins |  |  |
| Utah lidera la serie, 2–1 |                                                                    |                                       |                                                                    | |  |  |
|                           |                                                                    |                                       |                                                                    | |  |  |

| 31 de mayo                | Utah Jazz                                                           | 120–113                               | Memphis Grizzlies                                           | |  |  |
| 9:30 p. m.                | Parciales: 34–31, 25–23, 41–33, 20–26                               | Parciales: 34–31, 25–23, 41–33, 20–26 | Parciales: 34–31, 25–23, 41–33, 20–26                       | |  |  |
|                           | Estadísticas Donovan Mitchell 30 Royce O'Neale 9 Donovan Mitchell 8 | Reporte Pts Reb Asts                  | Estadísticas Ja Morant 23 Jonas Valančiūnas 12 Ja Morant 12 | Pabellón: FedExForum, Memphis, Tennessee Asistencia: 12.185 espectadores Árbitros: David Guthrie, Kevin Scott, Tre Maddox |  |  |
| Utah lidera la serie, 3–1 |                                                                     |                                       |                                                             | |  |  |
|                           |                                                                     |                                       |                                                             | |  |  |

| 2 de junio              | Memphis Grizzlies                                                     | 110–126                               | Utah Jazz                                                           | |  |  |
| 9:30 p. m.              | Parciales: 27–47, 24–28, 25–31, 34–20                                 | Parciales: 27–47, 24–28, 25–31, 34–20 | Parciales: 27–47, 24–28, 25–31, 34–20                               | |  |  |
|                         | Estadísticas Brooks, Morant 27 c/u Jackson, Morant 7 c/u Ja Morant 11 | Reporte Pts Reb Asts                  | Estadísticas Donovan Mitchell 30 Rudy Gobert 15 Donovan Mitchell 10 | Pabellón: Vivint Arena, Salt Lake City, Utah Asistencia: 14.250 espectadores Árbitros: Marc Davis, Tony Brothers, Tyler Ford |  |  |
| Utah gana la serie, 4–1 |                                                                       |                                       |                                                                     | |  |  |
|                         |                                                                       |                                       |                                                                     | |  |  |

| 26 de marzo de 2021 | Memphis Grizzlies | 114–117 | Utah Jazz |                                              |  |
|                     |                   |         |           |                                              |  |
|                     |                   | Reporte |           | Pabellón: Vivint Arena, Salt Lake City, Utah |  |

| 27 de marzo de 2021 | Memphis Grizzlies | 110–126 | Utah Jazz |                                              |  |
|                     |                   |         |           |                                              |  |
|                     |                   | Reporte |           | Pabellón: Vivint Arena, Salt Lake City, Utah |  |

| 31 de marzo de 2021 | Utah Jazz | 111–107 | Memphis Grizzlies |                                          |  |
|                     |           |         |                   |                                          |  |
|                     |           | Reporte |                   | Pabellón: FedExForum, Memphis, Tennessee |  |

Es el primer encuentro de playoffs entre estos equipos.

#### (2) Phoenix Suns vs. (7) Los Angeles Lakers
| 23 de mayo                   | Los Angeles Lakers                                            | 90–99                                 | Phoenix Suns                                                     | |  |  |
| 3:30 p. m.                   | Parciales: 25–32, 20–21, 23–28, 22–18                         | Parciales: 25–32, 20–21, 23–28, 22–18 | Parciales: 25–32, 20–21, 23–28, 22–18                            | |  |  |
|                              | Estadísticas LeBron James 18 Andre Drummond 9 LeBron James 10 | Reporte Pts Reb Asts                  | Estadísticas Devin Booker 34 Deandre Ayton 16 Booker, Paul 8 c/u | Pabellón: Phoenix Suns Arena, Phoenix, Arizona Asistencia: 11.824 espectadores Árbitros: Kane Fitzgerald, Bill Kennedy, Rodney Mott |  |  |
| Phoenix lidera la serie, 1–0 |                                                               |                                       |                                                                  | |  |  |
|                              |                                                               |                                       |                                                                  | |  |  |

| 25 de mayo          | Los Angeles Lakers                                             | 109–102                               | Phoenix Suns                                                  | |  |  |
| 10:00 p. m.         | Parciales: 30–24, 23–23, 26–25, 30–30                          | Parciales: 30–24, 23–23, 26–25, 30–30 | Parciales: 30–24, 23–23, 26–25, 30–30                         | |  |  |
|                     | Estadísticas Anthony Davis 34 Andre Drummond 12 LeBron James 9 | Reporte Pts Reb Asts                  | Estadísticas Devin Booker 31 Deandre Ayton 10 Cameron Payne 7 | Pabellón: Phoenix Suns Arena, Phoenix, Arizona Asistencia: 11.919 espectadores Árbitros: Zach Zarba, Tre Maddox, Brian Forte |  |  |
| Serie empatada, 1–1 |                                                                |                                       |                                                               | |  |  |
|                     |                                                                |                                       |                                                               | |  |  |

| 27 de mayo                     | Phoenix Suns                                                             | 95–109                                | Los Angeles Lakers                                                  | |  |  |
| 10:00 p. m.                    | Parciales: 28–27, 12–16, 23–33, 32–33                                    | Parciales: 28–27, 12–16, 23–33, 32–33 | Parciales: 28–27, 12–16, 23–33, 32–33                               | |  |  |
|                                | Estadísticas Deandre Ayton 22 Deandre Ayton 11 Booker, Paul, Payne 6 c/u | Reporte Pts Reb Asts                  | Estadísticas Anthony Davis 34 Davis, Drummond 11 c/u LeBron James 9 | Pabellón: Staples Center, Los Ángeles, California Asistencia: 7.825 espectadores Árbitros: Scott Foster, Sean Wright, Sean Corbin |  |  |
| LA Lakers lidera la serie, 2–1 |                                                                          |                                       |                                                                     | |  |  |
|                                |                                                                          |                                       |                                                                     | |  |  |

| 30 de mayo          | Phoenix Suns                                             | 100–92                                | Los Angeles Lakers                                          | |  |  |
| 3:30 p. m.          | Parciales: 23–24, 31–26, 27–15, 19–27                    | Parciales: 23–24, 31–26, 27–15, 19–27 | Parciales: 23–24, 31–26, 27–15, 19–27                       | |  |  |
|                     | Estadísticas Chris Paul 18 Deandre Ayton 17 Chris Paul 9 | Reporte Pts Reb Asts                  | Estadísticas LeBron James 25 LeBron James 12 LeBron James 6 | Pabellón: Staples Center, Los Ángeles, California Asistencia: 8.025 espectadores Árbitros: Marc Davis, Tony Brothers, Brent Barnaky |  |  |
| Serie empatada, 2–2 |                                                          |                                       |                                                             | |  |  |
|                     |                                                          |                                       |                                                             | |  |  |

| 1 de junio                   | Los Angeles Lakers                                            | 85–115                                | Phoenix Suns                                                         | |  |  |
| 10:00 p. m.                  | Parciales: 26–34, 10–32, 27–26, 22–23                         | Parciales: 26–34, 10–32, 27–26, 22–23 | Parciales: 26–34, 10–32, 27–26, 22–23                                | |  |  |
|                              | Estadísticas LeBron James 24 Andre Drummond 13 LeBron James 7 | Reporte Pts Reb Asts                  | Estadísticas Devin Booker 30 Ayton, Booker, Craig 7 c/u Chris Paul 6 | Pabellón: Phoenix Suns Arena, Phoenix, Arizona Asistencia: 16.163 espectadores Árbitros: James Capers, Ken Mauer, Curtis Blair |  |  |
| Phoenix lidera la serie, 3–2 |                                                               |                                       |                                                                      | |  |  |
|                              |                                                               |                                       |                                                                      | |  |  |

| 3 de junio                 | Phoenix Suns                                               | 113–100                               | Los Angeles Lakers                                             | |  |  |
| 10:30 p. m.                | Parciales: 36–14, 26–27, 27–35, 24–24                      | Parciales: 36–14, 26–27, 27–35, 24–24 | Parciales: 36–14, 26–27, 27–35, 24–24                          | |  |  |
|                            | Estadísticas Devin Booker 47 Devin Booker 11 Chris Paul 12 | Reporte Pts Reb Asts                  | Estadísticas LeBron James 29 LeBron James 9 Gasol, James 7 c/u | Pabellón: Staples Center, Los Ángeles, California Asistencia: 8.550 espectadores Árbitros: David Guthrie, Ben Taylor, Tom Washington |  |  |
| Phoenix gana la serie, 4–2 |                                                            |                                       |                                                                | |  |  |
|                            |                                                            |                                       |                                                                | |  |  |

| 2 de marzo de 2021 | Phoenix Suns | 114–104 | Los Angeles Lakers |                                                   |  |
|                    |              |         |                    |                                                   |  |
|                    |              | Reporte |                    | Pabellón: Staples Center, Los Ángeles, California |  |

| 21 de marzo de 2021 | Los Angeles Lakers | 94–111  | Phoenix Suns |                                                |  |
|                     |                    |         |              |                                                |  |
|                     |                    | Reporte |              | Pabellón: Phoenix Suns Arena, Phoenix, Arizona |  |

| 9 de mayo de 2021 | Phoenix Suns | 110–123 | Los Angeles Lakers |                                                   |  |
|                   |              |         |                    |                                                   |  |
|                   |              | Reporte |                    | Pabellón: Staples Center, Los Ángeles, California |  |

Es la ocasión número 13 que estos equipos se enfrentan en playoffs, Lakers lleva la delantera con ocho triunfos en la serie.
| 1970 | Los Angeles Lakers | 4–3 | Phoenix Suns |                                           |
|      |                    |     |              |                                           |
|      |                    |     |              | Pabellón: Semifinales División Oeste 1970 |

| 1980 | Los Angeles Lakers | 4–1 | Phoenix Suns |                                              |
|      |                    |     |              |                                              |
|      |                    |     |              | Pabellón: Semifinales Conferencia Oeste 1980 |

| 1982 | Los Angeles Lakers | 4–0 | Phoenix Suns |                                              |
|      |                    |     |              |                                              |
|      |                    |     |              | Pabellón: Semifinales Conferencia Oeste 1982 |

| 1984 | Los Angeles Lakers | 4–2 | Phoenix Suns |                                          |
|      |                    |     |              |                                          |
|      |                    |     |              | Pabellón: Finales Conferencia Oeste 1984 |

| 1985 | Los Angeles Lakers | 3–0 | Phoenix Suns |                                           |
|      |                    |     |              |                                           |
|      |                    |     |              | Pabellón: 1ª ronda Conferencia Oeste 1985 |

| 1989 | Los Angeles Lakers | 4–0 | Phoenix Suns |                                          |
|      |                    |     |              |                                          |
|      |                    |     |              | Pabellón: Finales Conferencia Oeste 1989 |

| 1990 | Los Angeles Lakers | 1–4 | Phoenix Suns |                                              |
|      |                    |     |              |                                              |
|      |                    |     |              | Pabellón: Semifinales Conferencia Oeste 1990 |

| 1993 | Phoenix Suns | 3–2 | Los Angeles Lakers |                                           |
|      |              |     |                    |                                           |
|      |              |     |                    | Pabellón: 1ª ronda Conferencia Oeste 1993 |

| 2000 | Los Angeles Lakers | 4–1 | Phoenix Suns |                                              |
|      |                    |     |              |                                              |
|      |                    |     |              | Pabellón: Semifinales Conferencia Oeste 2000 |

| 2006 | Phoenix Suns | 4–3 | Los Angeles Lakers |                                           |
|      |              |     |                    |                                           |
|      |              |     |                    | Pabellón: 1ª ronda Conferencia Oeste 2006 |

| 2007 | Phoenix Suns | 4–1 | Los Angeles Lakers |                                           |
|      |              |     |                    |                                           |
|      |              |     |                    | Pabellón: 1ª ronda Conferencia Oeste 2007 |

| 2010 | Los Angeles Lakers | 4–2 | Phoenix Suns |                                          |
|      |                    |     |              |                                          |
|      |                    |     |              | Pabellón: Finales Conferencia Oeste 2010 |

#### (3) Denver Nuggets vs. (6) Portland Trail Blazers
| 22 de mayo                    | Portland Trail Blazers                                           | 123–109                               | Denver Nuggets                                                      | |  |  |
| 10:30 p. m.                   | Parciales: 35–30, 23–31, 38–25, 27–23                            | Parciales: 35–30, 23–31, 38–25, 27–23 | Parciales: 35–30, 23–31, 38–25, 27–23                               | |  |  |
|                               | Estadísticas Damian Lillard 34 Jusuf Nurkić 12 Damian Lillard 13 | Reporte Pts Reb Asts                  | Estadísticas Nikola Jokić 34 Nikola Jokić 16 Campazzo, Morris 5 c/u | Pabellón: Ball Arena, Denver, Colorado Asistencia: 7.732 espectadores Árbitros: Marc Davis, Kevin Scott, Curtis Blair |  |  |
| Portland lidera la serie, 1–0 |                                                                  |                                       |                                                                     | |  |  |
|                               |                                                                  |                                       |                                                                     | |  |  |

| 24 de mayo          | Portland Trail Blazers                                           | 109–128                               | Denver Nuggets                                             | |  |  |
| 10:00 p. m.         | Parciales: 25–31, 36–42, 26–28, 22–27                            | Parciales: 25–31, 36–42, 26–28, 22–27 | Parciales: 25–31, 36–42, 26–28, 22–27                      | |  |  |
|                     | Estadísticas Damian Lillard 42 Jusuf Nurkić 13 Damian Lillard 10 | Reporte Pts Reb Asts                  | Estadísticas Nikola Jokić 38 Nikola Jokić 8 Monté Morris 7 | Pabellón: Ball Arena, Denver, Colorado Asistencia: 7.727 espectadores Árbitros: John Goble, Ben Taylor, Michael Smith |  |  |
| Serie empatada, 1–1 |                                                                  |                                       |                                                            | |  |  |
|                     |                                                                  |                                       |                                                            | |  |  |

| 27 de mayo                  | Denver Nuggets                                                  | 120–115                               | Portland Trail Blazers                                        | |  |  |
| 10:30 p. m.                 | Parciales: 39–30, 25–29, 20–20, 36–36                           | Parciales: 39–30, 25–29, 20–20, 36–36 | Parciales: 39–30, 25–29, 20–20, 36–36                         | |  |  |
|                             | Estadísticas Nikola Jokić 36 Nikola Jokić 10 Facundo Campazzo 8 | Reporte Pts Reb Asts                  | Estadísticas Damian Lillard 37 Jusuf Nurkić 13 Jusuf Nurkić 6 | Pabellón: Moda Center, Portland, Oregón Asistencia: 8.050 espectadores Árbitros: Zach Zarba, Tony Brothers, Karl Lane |  |  |
| Denver lidera la serie, 2–1 |                                                                 |                                       |                                                               | |  |  |
|                             |                                                                 |                                       |                                                               | |  |  |

| 29 de mayo          | Denver Nuggets                                                 | 95–115                                | Portland Trail Blazers                                             | |  |  |
| 4:00 p. m.          | Parciales: 24–32, 23–25, 19–36, 29–22                          | Parciales: 24–32, 23–25, 19–36, 29–22 | Parciales: 24–32, 23–25, 19–36, 29–22                              | |  |  |
|                     | Estadísticas Nikola Jokić 16 Nikola Jokić 9 Facundo Campazzo 7 | Reporte Pts Reb Asts                  | Estadísticas Norman Powell 29 Robert Covington 9 Damian Lillard 10 | Pabellón: Moda Center, Portland, Oregón Asistencia: 8.050 espectadores Árbitros: David Guthrie, Ed Malloy, Tom Washington |  |  |
| Serie empatada, 2–2 |                                                                |                                       |                                                                    | |  |  |
|                     |                                                                |                                       |                                                                    | |  |  |

| 1 de junio                  | Portland Trail Blazers                                                    | 140–147                                                   | Denver Nuggets                                                    | |  |  |
| 9:00 p. m.                  | Parciales: 25–38, 37–27, 32–27, 27–29 (T.E.: 14–14, 5–12)                 | Parciales: 25–38, 37–27, 32–27, 27–29 (T.E.: 14–14, 5–12) | Parciales: 25–38, 37–27, 32–27, 27–29 (T.E.: 14–14, 5–12)         | |  |  |
|                             | Estadísticas Damian Lillard 55 Covington, Nurkić 11 c/u Damian Lillard 10 | Reporte Pts Reb Asts                                      | Estadísticas Nikola Jokić 38 Michael Porter Jr. 12 Nikola Jokić 9 | Pabellón: Ball Arena, Denver, Colorado Asistencia: 10.463 espectadores Árbitros: Eric Lewis, Sean Wright, Mark Lindsay |  |  |
| Denver lidera la serie, 3–2 |                                                                           |                                                           |                                                                   | |  |  |
|                             |                                                                           |                                                           |                                                                   | |  |  |

| 3 de junio                | Denver Nuggets                                               | 126–115                               | Portland Trail Blazers                                               | |  |  |
| 8:00 p. m.                | Parciales: 29–33, 32–35, 37–33, 28–14                        | Parciales: 29–33, 32–35, 37–33, 28–14 | Parciales: 29–33, 32–35, 37–33, 28–14                                | |  |  |
|                           | Estadísticas Nikola Jokić 36 JaMychal Green 9 Monté Morris 9 | Reporte Pts Reb Asts                  | Estadísticas Damian Lillard 28 Robert Covington 10 Damian Lillard 13 | Pabellón: Moda Center, Portland, Oregón Asistencia: 10.022 espectadores Árbitros: James Capers, Bill Kennedy, Rodney Mott |  |  |
| Denver gana la serie, 4–2 |                                                              |                                       |                                                                      | |  |  |
|                           |                                                              |                                       |                                                                      | |  |  |

| 23 de febrero de 2021 | Portland Trail Blazers | 106–111 | Denver Nuggets |                                        |  |
|                       |                        |         |                |                                        |  |
|                       |                        | Reporte |                | Pabellón: Ball Arena, Denver, Colorado |  |

| 21 de abril de 2021 | Denver Nuggets | 106–105 | Portland Trail Blazers |                                         |  |
|                     |                |         |                        |                                         |  |
|                     |                | Reporte |                        | Pabellón: Moda Center, Portland, Oregón |  |

| 16 de mayo de 2021 | Denver Nuggets | 116–132 | Portland Trail Blazers |                                         |  |
|                    |                |         |                        |                                         |  |
|                    |                | Reporte |                        | Pabellón: Moda Center, Portland, Oregón |  |

Es la cuarta vez que estos equipos se enfrentan en playoffs, Portland triunfó dos veces en la serie.
| 1977 | Denver Nuggets | 2–4 | Portland Trail Blazers |                                              |
|      |                |     |                        |                                              |
|      |                |     |                        | Pabellón: Semifinales Conferencia Oeste 1977 |

| 1986 | Denver Nuggets | 3–1 | Portland Trail Blazers |                                           |
|      |                |     |                        |                                           |
|      |                |     |                        | Pabellón: 1ª ronda Conferencia Oeste 1986 |

| 2019 | Denver Nuggets | 3–4 | Portland Trail Blazers |                                              |
|      |                |     |                        |                                              |
|      |                |     |                        | Pabellón: Semifinales Conferencia Oeste 2019 |

#### (4) Los Angeles Clippers vs. (5) Dallas Mavericks
| 22 de mayo                  | Dallas Mavericks                                          | 113–103                               | Los Angeles Clippers                                                 | |  |  |
| 4:30 p. m.                  | Parciales: 33–30, 27–25, 26–25, 27–23                     | Parciales: 33–30, 27–25, 26–25, 27–23 | Parciales: 33–30, 27–25, 26–25, 27–23                                | |  |  |
|                             | Estadísticas Luka Dončić 31 Luka Dončić 10 Luka Dončić 11 | Reporte Pts Reb Asts                  | Estadísticas Kawhi Leonard 26 Kawhi Leonard 10 George, Leonard 5 c/u | Pabellón: Staples Center, Los Ángeles, California Asistencia: 6.117 espectadores Árbitros: Zach Zarba, Tre Maddox, Brian Forte |  |  |
| Dallas lidera la serie, 1–0 |                                                           |                                       |                                                                      | |  |  |
|                             |                                                           |                                       |                                                                      | |  |  |

| 25 de mayo                  | Dallas Mavericks                                        | 127–121                               | Los Angeles Clippers                                       | |  |  |
| 10:30 p. m.                 | Parciales: 35–33, 36–40, 30–19, 26–29                   | Parciales: 35–33, 36–40, 30–19, 26–29 | Parciales: 35–33, 36–40, 30–19, 26–29                      | |  |  |
|                             | Estadísticas Luka Dončić 39 Luka Dončić 7 Luka Dončić 7 | Reporte Pts Reb Asts                  | Estadísticas Kawhi Leonard 41 Paul George 12 Rajon Rondo 7 | Pabellón: Staples Center, Los Ángeles, California Asistencia: 6.885 espectadores Árbitros: Scott Foster, Bill Kennedy, Curtis Blair |  |  |
| Dallas lidera la serie, 2–0 |                                                         |                                       |                                                            | |  |  |
|                             |                                                         |                                       |                                                            | |  |  |

| 28 de mayo                  | Los Angeles Clippers                                        | 118–108                               | Dallas Mavericks                                        | |  |  |
| 9:30 p. m.                  | Parciales: 31–34, 32–27, 26–25, 29–22                       | Parciales: 31–34, 32–27, 26–25, 29–22 | Parciales: 31–34, 32–27, 26–25, 29–22                   | |  |  |
|                             | Estadísticas Kawhi Leonard 36 Kawhi Leonard 8 Rajon Rondo 8 | Reporte Pts Reb Asts                  | Estadísticas Luka Dončić 44 Luka Dončić 9 Luka Dončić 9 | Pabellón: American Airlines Center, Dallas, Texas Asistencia: 17.705 espectadores Árbitros: Kane Fitzgerald, Courtney Kirkland, Mark Lindsay |  |  |
| Dallas lidera la serie, 2–1 |                                                             |                                       |                                                         | |  |  |
|                             |                                                             |                                       |                                                         | |  |  |

| 30 de mayo          | Los Angeles Clippers                                         | 106–81                                | Dallas Mavericks                                                | |  |  |
| 9:30 p. m.          | Parciales: 31–22, 30–23, 21–15, 24–21                        | Parciales: 31–22, 30–23, 21–15, 24–21 | Parciales: 31–22, 30–23, 21–15, 24–21                           | |  |  |
|                     | Estadísticas Kawhi Leonard 29 Kawhi Leonard 10 Rajon Rondo 4 | Reporte Pts Reb Asts                  | Estadísticas Luka Dončić 19 Dorian Finney-Smith 8 Luka Dončić 6 | Pabellón: American Airlines Center, Dallas, Texas Asistencia: 17.761 espectadores Árbitros: Eric Lewis, Pat Fraher, Tyler Ford |  |  |
| Serie empatada, 2–2 |                                                              |                                       |                                                                 | |  |  |
|                     |                                                              |                                       |                                                                 | |  |  |

| 2 de junio                  | Dallas Mavericks                                         | 105–100                               | Los Angeles Clippers                                           | |  |  |
| 10:00 p. m.                 | Parciales: 35–28, 21–26, 33–21, 16–25                    | Parciales: 35–28, 21–26, 33–21, 16–25 | Parciales: 35–28, 21–26, 33–21, 16–25                          | |  |  |
|                             | Estadísticas Luka Dončić 42 Luka Dončić 8 Luka Dončić 14 | Reporte Pts Reb Asts                  | Estadísticas Paul George 23 Ivica Zubac 11 George, Rondo 6 c/u | Pabellón: Staples Center, Los Ángeles, California Asistencia: 7.428 espectadores Árbitros: John Goble, James Williams, Sean Corbin |  |  |
| Dallas lidera la serie, 3–2 |                                                          |                                       |                                                                | |  |  |
|                             |                                                          |                                       |                                                                | |  |  |

| 4 de junio          | Los Angeles Clippers                                       | 104–97                                | Dallas Mavericks                                              | |  |  |
| 9:00 p. m.          | Parciales: 26–28, 22–17, 25–32, 31–20                      | Parciales: 26–28, 22–17, 25–32, 31–20 | Parciales: 26–28, 22–17, 25–32, 31–20                         | |  |  |
|                     | Estadísticas Kawhi Leonard 45 Paul George 13 Paul George 6 | Reporte Pts Reb Asts                  | Estadísticas Luka Dončić 29 Boban Marjanović 9 Luka Dončić 11 | Pabellón: American Airlines Center, Dallas, Texas Asistencia: 18.324 espectadores Árbitros: Marc Davis, Ken Mauer, Curtis Blair |  |  |
| Serie empatada, 3–3 |                                                            |                                       |                                                               | |  |  |
|                     |                                                            |                                       |                                                               | |  |  |

| 6 de junio                     | Dallas Mavericks                                                 | 111–126                               | Los Angeles Clippers                                          | |  |  |
| 3:30 p. m.                     | Parciales: 38–35, 24–35, 23–30, 26–26                            | Parciales: 38–35, 24–35, 23–30, 26–26 | Parciales: 38–35, 24–35, 23–30, 26–26                         | |  |  |
|                                | Estadísticas Luka Dončić 46 Kristaps Porziņģis 11 Luka Dončić 14 | Reporte Pts Reb Asts                  | Estadísticas Kawhi Leonard 28 Kawhi Leonard 10 Paul George 10 | Pabellón: Staples Center, Los Ángeles, California Asistencia: 7.342 espectadores Árbitros: Scott Foster, Josh Tiven, Sean Wright |  |  |
| LA Clippers gana la serie, 4–3 |                                                                  |                                       |                                                               | |  |  |
|                                |                                                                  |                                       |                                                               | |  |  |

| 27 de diciembre de 2020 | Dallas Mavericks | 124–73  | Los Angeles Clippers |                                                   |  |
|                         |                  |         |                      |                                                   |  |
|                         |                  | Reporte |                      | Pabellón: Staples Center, Los Ángeles, California |  |

| 15 de marzo de 2021 | Los Angeles Clippers | 109–99  | Dallas Mavericks |                                                   |  |
|                     |                      |         |                  |                                                   |  |
|                     |                      | Reporte |                  | Pabellón: American Airlines Center, Dallas, Texas |  |

| 17 de marzo de 2021 | Los Angeles Clippers | 89–105  | Dallas Mavericks |                                                   |  |
|                     |                      |         |                  |                                                   |  |
|                     |                      | Reporte |                  | Pabellón: American Airlines Center, Dallas, Texas |  |

Es la segunda vez que estos equipos se enfrentan en playoffs, los Clippers ganaron el primer encuentro.
| \| 2020 \| Los Angeles Clippers \| 4–2 \| Dallas Mavericks \| \| \| \| \| \| \| \| \| \| \| \| \| Pabellón: 1ª ronda Conferencia Oeste 2020 \| |                      |     |                  |                                           |
| 2020 | Los Angeles Clippers | 4–2 | Dallas Mavericks |                                           |
| |                      |     |                  |                                           |
| |                      |     |                  | Pabellón: 1ª ronda Conferencia Oeste 2020 |

### Semifinales de Conferencia

#### (1) Utah Jazz vs. (4) Los Angeles Clippers
| 8 de junio                | Los Angeles Clippers                                       | 109–112                               | Utah Jazz                                                    | |  |  |
| 10:00 p. m.               | Parciales: 25–18, 35–29, 19–32, 30–33                      | Parciales: 25–18, 35–29, 19–32, 30–33 | Parciales: 25–18, 35–29, 19–32, 30–33                        | |  |  |
|                           | Estadísticas Kawhi Leonard 23 Paul George 11 Rajon Rondo 5 | Reporte Pts Reb Asts                  | Estadísticas Donovan Mitchell 45 Rudy Gobert 12 Joe Ingles 7 | Pabellón: Vivint Arena, Salt Lake City, Utah Asistencia: 18.007 espectadores Árbitros: John Goble, Eric Lewis, Brian Forte |  |  |
| Utah lidera la serie, 1–0 |                                                            |                                       |                                                              | |  |  |
|                           |                                                            |                                       |                                                              | |  |  |

| 10 de junio               | Los Angeles Clippers                                               | 111–117                               | Utah Jazz                                                              | |  |  |
| 10:00 p. m.               | Parciales: 29–30, 24–36, 33–27, 25–24                              | Parciales: 29–30, 24–36, 33–27, 25–24 | Parciales: 29–30, 24–36, 33–27, 25–24                                  | |  |  |
|                           | Estadísticas Reggie Jackson 29 George, Morris 10 c/u Paul George 6 | Reporte Pts Reb Asts                  | Estadísticas Donovan Mitchell 37 Rudy Gobert 20 Ingles, Mitchell 4 c/u | Pabellón: Vivint Arena, Salt Lake City, Utah Asistencia: 18.007 espectadores Árbitros: Scott Foster, Ken Mauer, Tre Maddox |  |  |
| Utah lidera la serie, 2–0 |                                                                    |                                       |                                                                        | |  |  |
|                           |                                                                    |                                       |                                                                        | |  |  |

| 12 de junio               | Utah Jazz                                                          | 106–132                               | Los Angeles Clippers                                                 | |  |  |
| 8:30 p. m.                | Parciales: 23–27, 26–37, 34–30, 23–38                              | Parciales: 23–27, 26–37, 34–30, 23–38 | Parciales: 23–27, 26–37, 34–30, 23–38                                | |  |  |
|                           | Estadísticas Donovan Mitchell 30 Rudy Gobert 10 Donovan Mitchell 4 | Reporte Pts Reb Asts                  | Estadísticas Kawhi Leonard 34 Kawhi Leonard 12 George, Leonard 5 c/u | Pabellón: Staples Center, Los Ángeles, California Asistencia: 8.185 espectadores Árbitros: Kane Fitzgerald, James Williams, Michael Smith |  |  |
| Utah lidera la serie, 2–1 |                                                                    |                                       |                                                                      | |  |  |
|                           |                                                                    |                                       |                                                                      | |  |  |

| 14 de junio         | Utah Jazz                                                                         | 104–118                               | Los Angeles Clippers                                                  | |  |  |
| 10:00 p. m.         | Parciales: 13–30, 31–38, 29–26, 31–24                                             | Parciales: 13–30, 31–38, 29–26, 31–24 | Parciales: 13–30, 31–38, 29–26, 31–24                                 | |  |  |
|                     | Estadísticas Donovan Mitchell 37 Gobert, O'Neale 8 c/u Bogdanović, Mitchell 5 c/u | Reporte Pts Reb Asts                  | Estadísticas George, Leonard 31 c/u Paul George 9 Batum, George 4 c/u | Pabellón: Staples Center, Los Ángeles, California Asistencia: 8.474 espectadores Árbitros: Zach Zarba, Sean Wright, Sean Corbin |  |  |
| Serie empatada, 2–2 |                                                                                   |                                       |                                                                       | |  |  |
|                     |                                                                                   |                                       |                                                                       | |  |  |

| 16 de junio                      | Los Angeles Clippers                                     | 119–111                               | Utah Jazz                                                    | |  |  |
| 10:00 p. m.                      | Parciales: 36–37, 24–28, 32–18, 27–28                    | Parciales: 36–37, 24–28, 32–18, 27–28 | Parciales: 36–37, 24–28, 32–18, 27–28                        | |  |  |
|                                  | Estadísticas Paul George 37 Paul George 16 Paul George 5 | Reporte Pts Reb Asts                  | Estadísticas Bojan Bogdanović 32 Rudy Gobert 10 Joe Ingles 6 | Pabellón: Vivint Arena, Salt Lake City, Utah Asistencia: 18.007 espectadores Árbitros: John Goble, Josh Tiven, Curtis Blair |  |  |
| LA Clippers lidera la serie, 3–2 |                                                          |                                       |                                                              | |  |  |
|                                  |                                                          |                                       |                                                              | |  |  |

| 18 de junio | Utah Jazz                                                                  | 119–131                               | Los Angeles Clippers                                         | |  |  |
| 10:00 p. m. | Parciales: 33–31, 39–19, 22–41, 25–40                                      | Parciales: 33–31, 39–19, 22–41, 25–40 | Parciales: 33–31, 39–19, 22–41, 25–40                        | |  |  |
| | Estadísticas Donovan Mitchell 39 Gobert, O'Neale 10 c/u Donovan Mitchell 9 | Reporte Pts Reb Asts                  | Estadísticas Terance Mann 39 Paul George 9 Reggie Jackson 10 | Pabellón: Staples Center, Los Ángeles, California Asistencia: 17.105 espectadores Árbitros: James Capers, Eric Lewis, Kevin Scott |  |  |
| LA Clippers gana la serie, 4–2 Los Clippers dieron vuelta el encuentro estando 25 puntos abajo de Utah al comienzo del tercer cuarto, siendo la primera vez que un equipo consigue ganar dos series estando 2–0 en desventaja en los mismos playoffs. Es además la primera vez que los Clippers consiguen disputar las finales de su conferencia. |                                                                            |                                       |                                                              | |  |  |
| |                                                                            |                                       |                                                              | |  |  |

| 1 de enero de 2021 | Los Angeles Clippers | 100–106 | Utah Jazz |                                              |  |
|                    |                      |         |           |                                              |  |
|                    |                      | Reporte |           | Pabellón: Vivint Arena, Salt Lake City, Utah |  |

| 17 de febrero de 2021 | Utah Jazz | 114–96  | Los Angeles Clippers |                                                   |  |
|                       |           |         |                      |                                                   |  |
|                       |           | Reporte |                      | Pabellón: Staples Center, Los Ángeles, California |  |

| 19 de febrero de 2021 | Utah Jazz | 112–116 | Los Angeles Clippers |                                                   |  |
|                       |           |         |                      |                                                   |  |
|                       |           | Reporte |                      | Pabellón: Staples Center, Los Ángeles, California |  |

Es la cuarta vez que estos equipos se enfrentan en playoffs, Utah ganó todos los enfrentamientos previos.
| 1992 | Utah Jazz | 3–2 | Los Angeles Clippers |                                           |
|      |           |     |                      |                                           |
|      |           |     |                      | Pabellón: 1ª ronda Conferencia Oeste 1992 |

| 1997 | Utah Jazz | 3–0 | Los Angeles Clippers |                                           |
|      |           |     |                      |                                           |
|      |           |     |                      | Pabellón: 1ª ronda Conferencia Oeste 1997 |

| 2017 | Los Angeles Clippers | 3–4 | Utah Jazz |                                           |
|      |                      |     |           |                                           |
|      |                      |     |           | Pabellón: 1ª ronda Conferencia Oeste 2017 |

#### (2) Phoenix Suns vs. (3) Denver Nuggets
| 7 de junio                   | Denver Nuggets                                                        | 105–122                               | Phoenix Suns                                                 | |  |  |
| 10:00 p. m.                  | Parciales: 28–28, 30–29, 21–31, 26–34                                 | Parciales: 28–28, 30–29, 21–31, 26–34 | Parciales: 28–28, 30–29, 21–31, 26–34                        | |  |  |
|                              | Estadísticas Nikola Jokić 22 JaMychal Green 11 Campazzo, Morris 6 c/u | Reporte Pts Reb Asts                  | Estadísticas Mikal Bridges 23 Deandre Ayton 10 Chris Paul 11 | Pabellón: Phoenix Suns Arena, Phoenix, Arizona Asistencia: 16.219 espectadores Árbitros: Marc Davis, Courtney Kirkland, Kevin Scott |  |  |
| Phoenix lidera la serie, 1–0 |                                                                       |                                       |                                                              | |  |  |
|                              |                                                                       |                                       |                                                              | |  |  |

| 9 de junio                   | Denver Nuggets                                              | 98–123                                | Phoenix Suns                                                    | |  |  |
| 9:30 p. m.                   | Parciales: 21–25, 21–27, 25–34, 31–37                       | Parciales: 21–25, 21–27, 25–34, 31–37 | Parciales: 21–25, 21–27, 25–34, 31–37                           | |  |  |
|                              | Estadísticas Nikola Jokić 24 Nikola Jokić 13 Nikola Jokić 6 | Reporte Pts Reb Asts                  | Estadísticas Devin Booker 18 Ayton, Booker 10 c/u Chris Paul 15 | Pabellón: Phoenix Suns Arena, Phoenix, Arizona Asistencia: 16.529 espectadores Árbitros: Zach Zarba, Josh Tiven, Bill Kennedy |  |  |
| Phoenix lidera la serie, 2–0 |                                                             |                                       |                                                                 | |  |  |
|                              |                                                             |                                       |                                                                 | |  |  |

| 11 de junio                  | Phoenix Suns                                               | 116–102                               | Denver Nuggets                                               | |  |  |
| 10:00 p. m.                  | Parciales: 37–27, 22–28, 31–21, 26–26                      | Parciales: 37–27, 22–28, 31–21, 26–26 | Parciales: 37–27, 22–28, 31–21, 26–26                        | |  |  |
|                              | Estadísticas Devin Booker 28 Deandre Ayton 15 Chris Paul 8 | Reporte Pts Reb Asts                  | Estadísticas Nikola Jokić 32 Nikola Jokić 20 Nikola Jokić 10 | Pabellón: Ball Arena, Denver, Colorado Asistencia: 18.277 espectadores Árbitros: James Capers, Sean Wright, Ben Taylor |  |  |
| Phoenix lidera la serie, 3–0 |                                                            |                                       |                                                              | |  |  |
|                              |                                                            |                                       |                                                              | |  |  |

| 13 de junio                | Phoenix Suns                                            | 125–118                               | Denver Nuggets                                             | |  |  |
| 8:00 p. m.                 | Parciales: 28–22, 35–33, 33–28, 29–35                   | Parciales: 28–22, 35–33, 33–28, 29–35 | Parciales: 28–22, 35–33, 33–28, 29–35                      | |  |  |
|                            | Estadísticas Chris Paul 37 Devin Booker 11 Chris Paul 7 | Reporte Pts Reb Asts                  | Estadísticas Will Barton 25 Nikola Jokić 11 Monte Morris 6 | Pabellón: Ball Arena, Denver, Colorado Asistencia: 18.290 espectadores Árbitros: David Guthrie, Pat Fraher, Rodney Mott |  |  |
| Phoenix gana la serie, 4–0 |                                                         |                                       |                                                            | |  |  |
|                            |                                                         |                                       |                                                            | |  |  |

| 1 de enero de 2021 | Phoenix Suns | 106–103 | Denver Nuggets |                                        |  |
|                    |              |         |                |                                        |  |
|                    |              | Reporte |                | Pabellón: Ball Arena, Denver, Colorado |  |

| 22 de enero de 2021 | Denver Nuggets | 130–126 | Phoenix Suns (OT) |                                                |  |
|                     |                |         |                   |                                                |  |
|                     |                | Reporte |                   | Pabellón: Phoenix Suns Arena, Phoenix, Arizona |  |

| 23 de enero de 2021 | Denver Nuggets | 120–112 | Phoenix Suns (2OT) |                                                |  |
|                     |                |         |                    |                                                |  |
|                     |                | Reporte |                    | Pabellón: Phoenix Suns Arena, Phoenix, Arizona |  |

Es la cuarta vez que estos equipos se enfrentan en playoffs, Phoenix triunfó dos veces en la serie.
| 1982 | Denver Nuggets | 1–2 | Phoenix Suns |                                           |
|      |                |     |              |                                           |
|      |                |     |              | Pabellón: 1ª ronda Conferencia Oeste 1982 |

| 1983 | Phoenix Suns | 1–2 | Denver Nuggets |                                           |
|      |              |     |                |                                           |
|      |              |     |                | Pabellón: 1ª ronda Conferencia Oeste 1983 |

| 1989 | Phoenix Suns | 3–0 | Denver Nuggets |                                           |
|      |              |     |                |                                           |
|      |              |     |                | Pabellón: 1ª ronda Conferencia Oeste 1989 |

### Finales de Conferencia

#### (2) Phoenix Suns vs. (4) Los Angeles Clippers
| 20 de junio                  | Los Angeles Clippers                                       | 114–120                               | Phoenix Suns                                                 | |  |  |
| 3:30 p. m.                   | Parciales: 21–21, 33–36, 39–36, 21–27                      | Parciales: 21–21, 33–36, 39–36, 21–27 | Parciales: 21–21, 33–36, 39–36, 21–27                        | |  |  |
|                              | Estadísticas Paul George 34 Nicolas Batum 10 Rajon Rondo 7 | Reporte Pts Reb Asts                  | Estadísticas Devin Booker 40 Devin Booker 13 Devin Booker 11 | Pabellón: Phoenix Suns Arena, Phoenix, Arizona Asistencia: 16.583 espectadores Árbitros: David Guthrie, Tony Brothers, Ben Taylor |  |  |
| Phoenix lidera la serie, 1–0 |                                                            |                                       |                                                              | |  |  |
|                              |                                                            |                                       |                                                              | |  |  |

| 22 de junio                  | Los Angeles Clippers                                     | 103–104                               | Phoenix Suns                                                   | |  |  |
| 9:00 p. m.                   | Parciales: 22–25, 25–23, 24–27, 32–29                    | Parciales: 22–25, 25–23, 24–27, 32–29 | Parciales: 22–25, 25–23, 24–27, 32–29                          | |  |  |
|                              | Estadísticas Paul George 26 Ivica Zubac 11 Paul George 6 | Reporte Pts Reb Asts                  | Estadísticas Cameron Payne 29 Deandre Ayton 14 Cameron Payne 9 | Pabellón: Phoenix Suns Arena, Phoenix, Arizona Asistencia: 16.645 espectadores Árbitros: Scott Foster, Kane Fitzgerald, Curtis Blair |  |  |
| Phoenix lidera la serie, 2–0 |                                                          |                                       |                                                                | |  |  |
|                              |                                                          |                                       |                                                                | |  |  |

| 24 de junio                  | Phoenix Suns                                                | 92–106                                | Los Angeles Clippers                                     | |  |  |
| 9:00 p. m.                   | Parciales: 21–29, 27–17, 21–34, 23–26                       | Parciales: 21–29, 27–17, 21–34, 23–26 | Parciales: 21–29, 27–17, 21–34, 23–26                    | |  |  |
|                              | Estadísticas Deandre Ayton 18 Deandre Ayton 9 Chris Paul 12 | Reporte Pts Reb Asts                  | Estadísticas Paul George 27 Ivica Zubac 16 Paul George 8 | Pabellón: Staples Center, Los Ángeles, California Asistencia: 17.222 espectadores Árbitros: Marc Davis, John Goble, James Williams |  |  |
| Phoenix lidera la serie, 2–1 |                                                             |                                       |                                                          | |  |  |
|                              |                                                             |                                       |                                                          | |  |  |

| 26 de junio                  | Phoenix Suns                                               | 84–80                                 | Los Angeles Clippers                                     | |  |  |
| 9:00 p. m.                   | Parciales: 29–20, 21–16, 19–30, 15–14                      | Parciales: 29–20, 21–16, 19–30, 15–14 | Parciales: 29–20, 21–16, 19–30, 15–14                    | |  |  |
|                              | Estadísticas Devin Booker 25 Deandre Ayton 22 Chris Paul 7 | Reporte Pts Reb Asts                  | Estadísticas Paul George 23 Paul George 16 Paul George 6 | Pabellón: Staples Center, Los Ángeles, California Asistencia: 18.222 espectadores Árbitros: Zach Zarba, Eric Lewis, Ken Mauer |  |  |
| Phoenix lidera la serie, 3–1 |                                                            |                                       |                                                          | |  |  |
|                              |                                                            |                                       |                                                          | |  |  |

| 28 de junio                  | Los Angeles Clippers                                     | 116–102                               | Phoenix Suns                                               | |  |  |
| 9:00 p. m.                   | Parciales: 36–26, 23–26, 32–26, 25–24                    | Parciales: 36–26, 23–26, 32–26, 25–24 | Parciales: 36–26, 23–26, 32–26, 25–24                      | |  |  |
|                              | Estadísticas Paul George 41 Paul George 13 Paul George 6 | Reporte Pts Reb Asts                  | Estadísticas Devin Booker 31 Deandre Ayton 11 Chris Paul 8 | Pabellón: Phoenix Suns Arena, Phoenix, Arizona Asistencia: 16.664 espectadores Árbitros: David Guthrie, Pat Fraher, Courtney Kirkland |  |  |
| Phoenix lidera la serie, 3–2 |                                                          |                                       |                                                            | |  |  |
|                              |                                                          |                                       |                                                            | |  |  |

| 30 de junio                | Phoenix Suns                                             | 130–103                               | Los Angeles Clippers                                                | |  |  |
| 9:00 p. m.                 | Parciales: 33–29, 33–28, 31–26, 33–20                    | Parciales: 33–29, 33–28, 31–26, 33–20 | Parciales: 33–29, 33–28, 31–26, 33–20                               | |  |  |
|                            | Estadísticas Chris Paul 41 Deandre Ayton 17 Chris Paul 8 | Reporte Pts Reb Asts                  | Estadísticas Marcus Morris 26 George, Morris 9 c/u Reggie Jackson 8 | Pabellón: Staples Center, Los Ángeles, California Asistencia: 18.495 espectadores Árbitros: Marc Davis, John Goble, Sean Wright |  |  |
| Phoenix gana la serie, 4–2 |                                                          |                                       |                                                                     | |  |  |
|                            |                                                          |                                       |                                                                     | |  |  |

| 3 de enero de 2021 | Los Angeles Clippers | 112–107 | Phoenix Suns |                                                |  |
|                    |                      |         |              |                                                |  |
|                    |                      | Reporte |              | Pabellón: Phoenix Suns Arena, Phoenix, Arizona |  |

| 8 de abril de 2021 | Phoenix Suns | 103–113 | Los Angeles Clippers |                                                   |  |
|                    |              |         |                      |                                                   |  |
|                    |              | Reporte |                      | Pabellón: Staples Center, Los Ángeles, California |  |

| 28 de abril de 2021 | Los Angeles Clippers | 101–109 | Phoenix Suns |                                                |  |
|                     |                      |         |              |                                                |  |
|                     |                      | Reporte |              | Pabellón: Phoenix Suns Arena, Phoenix, Arizona |  |

Es la segunda vez que estos equipos se enfrentan en playoffs, Phoenix ganó el primer encuentro.
| \| 2006 \| Phoenix Suns \| 4–3 \| Los Angeles Clippers \| \| \| \| \| \| \| \| \| \| \| \| \| Pabellón: Semifinales Conferencia Oeste 2006 \| |              |     |                      |                                              |
| 2006 | Phoenix Suns | 4–3 | Los Angeles Clippers |                                              |
| |              |     |                      |                                              |
| |              |     |                      | Pabellón: Semifinales Conferencia Oeste 2006 |

## Finales de la NBA: (O2) Phoenix Suns vs. (E3) Milwaukee Bucks
| 6 de julio                   | Milwaukee Bucks                                                         | 105–118                               | Phoenix Suns                                             | |  |  |
| 9:00 p. m.                   | Parciales: 26–30, 23–27, 27–35, 29–26                                   | Parciales: 26–30, 23–27, 27–35, 29–26 | Parciales: 26–30, 23–27, 27–35, 29–26                    | |  |  |
|                              | Estadísticas Khris Middleton 29 Giannis Antetokounmpo 17 Jrue Holiday 9 | Reporte Pts Reb Asts                  | Estadísticas Chris Paul 32 Deandre Ayton 19 Chris Paul 9 | Pabellón: Phoenix Suns Arena, Phoenix, Arizona Asistencia: 16.557 espectadores Árbitros: Marc Davis, Josh Tiven, Pat Fraher |  |  |
| Phoenix lidera la serie, 1–0 |                                                                         |                                       |                                                          | |  |  |
|                              |                                                                         |                                       |                                                          | |  |  |

| 8 de julio                   | Milwaukee Bucks                                                                  | 108–118                               | Phoenix Suns                                               | |  |  |
| 9:00 p. m.                   | Parciales: 29–26, 16–30, 33–32, 30–30                                            | Parciales: 29–26, 16–30, 33–32, 30–30 | Parciales: 29–26, 16–30, 33–32, 30–30                      | |  |  |
|                              | Estadísticas Giannis Antetokounmpo 42 Giannis Antetokounmpo 12 Khris Middleton 8 | Reporte Pts Reb Asts                  | Estadísticas Devin Booker 31 Deandre Ayton 11 Chris Paul 8 | Pabellón: Phoenix Suns Arena, Phoenix, Arizona Asistencia: 16.583 espectadores Árbitros: Zach Zarba, Tony Brothers, Sean Wright |  |  |
| Phoenix lidera la serie, 2–0 |                                                                                  |                                       |                                                            | |  |  |
|                              |                                                                                  |                                       |                                                            | |  |  |

| 11 de julio                  | Phoenix Suns                                            | 100–120                               | Milwaukee Bucks                                                               | |  |  |
| 8:00 p. m.                   | Parciales: 28–25, 17–35, 31–38, 24–22                   | Parciales: 28–25, 17–35, 31–38, 24–22 | Parciales: 28–25, 17–35, 31–38, 24–22                                         | |  |  |
|                              | Estadísticas Chris Paul 19 Deandre Ayton 9 Chris Paul 9 | Reporte Pts Reb Asts                  | Estadísticas Giannis Antetokounmpo 41 Giannis Antetokounmpo 13 Jrue Holiday 9 | Pabellón: Fiserv Forum, Milwaukee, Wisconsin Asistencia: 16.637 espectadores Árbitros: Scott Foster, Eric Lewis, James Williams |  |  |
| Phoenix lidera la serie, 2–1 |                                                         |                                       |                                                                               | |  |  |
|                              |                                                         |                                       |                                                                               | |  |  |

| 14 de julio         | Phoenix Suns                                               | 103–109                               | Milwaukee Bucks                                                                  | |  |  |
| 9:00 p. m.          | Parciales: 23–20, 29–32, 30–24, 21–33                      | Parciales: 23–20, 29–32, 30–24, 21–33 | Parciales: 23–20, 29–32, 30–24, 21–33                                            | |  |  |
|                     | Estadísticas Devin Booker 42 Deandre Ayton 17 Chris Paul 7 | Reporte Pts Reb Asts                  | Estadísticas Khris Middleton 40 Giannis Antetokounmpo 14 Giannis Antetokounmpo 8 | Pabellón: Fiserv Forum, Milwaukee, Wisconsin Asistencia: 16.911 espectadores Árbitros: James Capers, David Guthrie, Courtney Kirkland |  |  |
| Serie empatada, 2–2 |                                                            |                                       |                                                                                  | |  |  |
|                     |                                                            |                                       |                                                                                  | |  |  |

| 17 de julio                    | Milwaukee Bucks                                                               | 123–119                               | Phoenix Suns                                                | |  |  |
| 9:00 p. m.                     | Parciales: 21–37, 43–24, 36–29, 23–29                                         | Parciales: 21–37, 43–24, 36–29, 23–29 | Parciales: 21–37, 43–24, 36–29, 23–29                       | |  |  |
|                                | Estadísticas Giannis Antetokounmpo 32 Giannis Antetokounmpo 9 Jrue Holiday 13 | Reporte Pts Reb Asts                  | Estadísticas Devin Booker 40 Deandre Ayton 10 Chris Paul 11 | Pabellón: Phoenix Suns Arena, Phoenix, Arizona Asistencia: 16.562 espectadores Árbitros: Marc Davis, Josh Tiven, Sean Wright |  |  |
| Milwaukee lidera la serie, 3–2 |                                                                               |                                       |                                                             | |  |  |
|                                |                                                                               |                                       |                                                             | |  |  |

| 20 de julio                  | Phoenix Suns                                                 | 98–105                                | Milwaukee Bucks                                                                | |  |  |
| 9:00 p. m.                   | Parciales: 16–29, 31–13, 30–35, 21–28                        | Parciales: 16–29, 31–13, 30–35, 21–28 | Parciales: 16–29, 31–13, 30–35, 21–28                                          | |  |  |
|                              | Estadísticas Chris Paul 26 Jae Crowder 13 Booker, Paul 5 c/u | Reporte Pts Reb Asts                  | Estadísticas Giannis Antetokounmpo 50 Giannis Antetokounmpo 14 Jrue Holiday 11 | Pabellón: Fiserv Forum, Milwaukee, Wisconsin Asistencia: 17.397 espectadores Árbitros: Scott Foster, Eric Lewis, Tony Brothers |  |  |
| Milwaukee gana la serie, 4–2 |                                                              |                                       |                                                                                | |  |  |
|                              |                                                              |                                       |                                                                                | |  |  |

| 10 de febrero de 2021 | Milwaukee Bucks | 124–125 | Phoenix Suns |                                                |  |
|                       |                 |         |              |                                                |  |
|                       |                 | Reporte |              | Pabellón: Phoenix Suns Arena, Phoenix, Arizona |  |

| 19 de abril de 2021 | Phoenix Suns | 128–127 | Milwaukee Bucks (OT) |                                              |  |
|                     |              |         |                      |                                              |  |
|                     |              | Reporte |                      | Pabellón: Fiserv Forum, Milwaukee, Wisconsin |  |

Es la segunda vez que estos equipos se enfrentan en playoffs, los Bucks ganaron el primer encuentro.
| \| 1978 \| Phoenix Suns \| 0–2 \| Milwaukee Bucks \| \| \| \| \| \| \| \| \| \| \| \| \| Pabellón: 1ª ronda Conferencia Oeste 1978 \| |              |     |                 |                                           |
| 1978 | Phoenix Suns | 0–2 | Milwaukee Bucks |                                           |
| |              |     |                 |                                           |
| |              |     |                 | Pabellón: 1ª ronda Conferencia Oeste 1978 |

## Estadísticas
| Categoría   | Máximo                        | Máximo                                | Máximo | Promedio              | Promedio           | Promedio | Promedio |
| Categoría   | Jugador                       | Equipo                                | Máx.   | Jugador               | Equipo             | Media    | Part.    |
| ----------- | ----------------------------- | ------------------------------------- | ------ | --------------------- | ------------------ | -------- | -------- |
| Puntos      | Damian Lillard                | Portland Trail Blazers                | 55     | Luka Dončić           | Dallas Mavericks   | 37.5     | 7        |
| Rebotes     | Russell Westbrook Joel Embiid | Washington Wizards Philadelphia 76ers | 21     | Giannis Antetokounmpo | Milwaukee Bucks    | 12.8     | 18       |
| Asistencias | James Harden Trae Young       | Brooklyn Nets Atlanta Hawks           | 18     | Russell Westbrook     | Washington Wizards | 11.8     | 5        |
| Robos       | Kyle Anderson                 | Memphis Grizzlies                     | 6      | Kyle Anderson         | Memphis Grizzlies  | 2.8      | 5        |
| Tapones     | Robert Williams               | Boston Celtics                        | 9      | Rudy Gobert           | Utah Jazz          | 2.1      | 11       |